# L'Apocalypse (Dürer)
L'Apocalypse (en allemand Die heimlich offenbarung iohannis, en latin Apocalypsis cum Figuris) est une suite de 15 xylographies de format folio exécutées par Albrecht Dürer entre 1496 et 1498, représentant diverses scènes du Livre de l'Apocalypse, dernier livre du Nouveau Testament. Réunies en volume publié en 1498 par Dürer, ces gravures sur bois constituent la seule série qu'il ait réalisée d'un seul jet. Avec La Vie de la Vierge et la Grande Passion, il s'agit de l'un des « Trois grands livres » publiées par Dürer.
Elles ont rapidement valu à Dürer une renommée à travers l'Europe. Ces gravures s'appuyaient probablement sur des conseils théologiques, en particulier de Johannes Pirckheimer, le père de l'ami de Dürer, Willibald Pirckheimer.
Les copies conservées à la Staatliche Kunsthalle Karlsruhe sont parmi les meilleures copies existantes.
Les Quatre Cavaliers de l'Apocalypse (c. 1497-1498) se référant à  Ap 6,1-8, est souvent considérée comme la gravure la plus célèbre.

## Histoire
En 1498, Dürer a 27 ans et vient de créer sa propre entreprise à Nuremberg. Lors de son premier voyage à Venise en 1494-1495, il découvre la Renaissance italienne (l'historicité de ce voyage est contestée par les chercheurs). L'Apocalypse n'est pas une œuvre de commande, l'artiste l'a conçue, exécutée et publiée de sa propre initiative.
Dürer commence à travailler à cette série pendant son premier voyage en Italie (1494-1495). Il choisit un texte bien connu et au succès garanti, ayant certainement tiré les leçons de l'échec commercial de La Chronique de Nuremberg, trop ambitieuse. Il édite ensuite lui-même la série, faisant de L'Apocalypse le premier livre exclusivement créé et publié par un artiste.
Une première impression des planches est réalisée avant leur édition sous forme de livre, et ne présente pas de texte au verso. L'ensemble est publié simultanément sous forme de livre avec 15 pages du texte biblique faisant face aux 15 illustrations, en latin et en allemand à Nuremberg en 1498, à une époque où une grande partie de l'Europe laïque craint une invasion de l'Empire ottoman et où l'Europe chrétienne anticipe un éventuel Jugement dernier en l'an 1500. L'édition en allemand est destinée à un public local et celle en latin à la diffusion internationale, selon un principe fréquemment employé dans l'édition du livre imprimé.

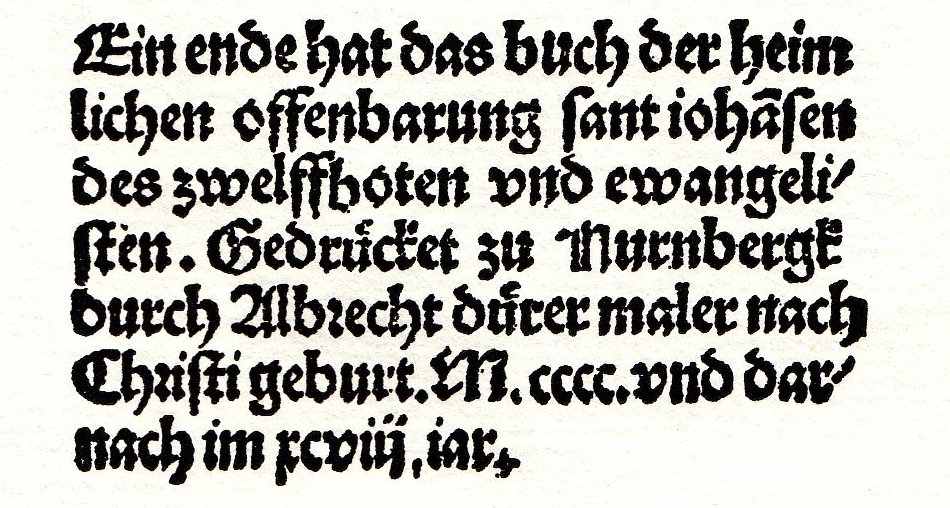
Colophon de l'édition allemande de 1498.

Dürer est l'éditeur et le vendeur de cette série ; il est le premier artiste à publier un livre et à créer un droit d'auteur. Le colophon de la feuille 15v désigne Dürer lui-même comme imprimeur : « Gedrücket zu Nurnbergk durch Albrecht dürer maler nach Christi geburt .M.cccc. und darnach im xcviii. jar » (« Imprimé à Nuremberg par Albrecht Dürer peintre après la naissance du Christ. M.cccc. et après cela en xcviii »). Pour sa réalisation, il bénéficie de l'aide décisive de son parrain, l'imprimeur nurembergeois Anton Koberger, le livre étant édité avec le matériel typographique de l'imprimeur ; l'impression elle-même se fait peut-être sur ses presses.

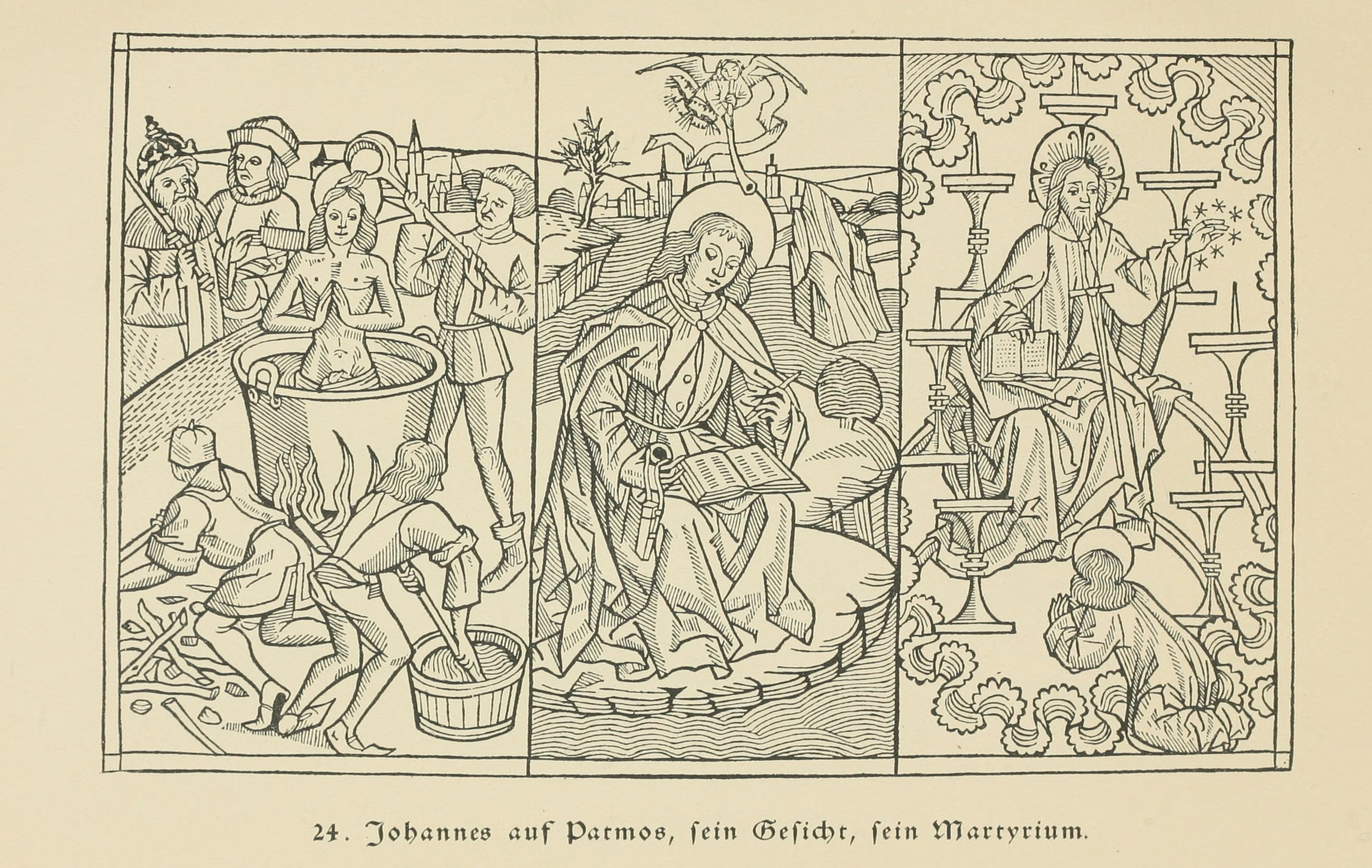
Gravure sur bois de la Bible de Cologne de 1479.

Le texte de l'édition allemande est tiré de la Bible de Koberger de 1483 (« Koberger-Bibel ») en bas allemand. Les gravures sur bois de Dürer sont également influencées par les gravures sur bois de la Bible de Koberger ; celles-ci ont été à leur tour tirées de la Bible de Cologne de 1479. Dürer a peut-être également été inspiré par les images gravées sur bois de la Bible de Strasbourg. Les caractères proviennent de La Chronique de Nuremberg avec, dans l'édition allemande, une première forme du Schwabacher et, dans l'édition latine, une écriture gothique ronde. Toutes les planches sont signées du monogramme « AD » de Dürer, ce qui est inhabituel pour les gravures sur bois à l'époque. Dürer signe l'œuvre en tant que « peintre » (pictor), affirmant ainsi sa volonté de hisser la gravure au rang de la peinture.
Dürer appelle son apocalypse « Großes Buch » (« Grand Livre ») à cause du format. Plus tard, il publie deux autres « Grands Livres », La Vie de la Marie et la Grande Passion. Les trois Grands Livres sont du même format et ont parfois été vendus et reliés ensemble en une seule anthologie. Avec une rapidité surprenante, L'Apocalypse est un grand succès et rend rapidement Dürer célèbre bien au-delà des frontières de sa ville natale. L'Apocalypse (et avec elle le nom d'Albrecht Dürer) se répand dans tous les pays d'Europe, copiées d'innombrables fois, en gravures, peintures ou tapisseries, leur influence s'étend jusqu'en Russie ou au Mont Athos. À une époque de bouleversements politiques et religieux façonnés par les attentes de la fin des temps, quelques années avant la Réforme protestante, l'intérêt pour les thèmes apocalyptiques est fort. L'apocalypse est également très lucrative pour Dürer financièrement, lui procurant des revenus considérables tout au long de sa vie. Pour la distribution, Dürer emploie des colporteurs qui se déplacent de ville en ville pour vendre des estampes. Sa femme Agnès et sa mère Barbara vendent également des copies dans les foires.
En 1511, Dürer publie une deuxième édition de la version latine, qui diffère principalement par la page de titre, dans une édition combinée avec sa Vie de la Vierge et la Grande Passion ; des impressions uniques sont également produites et vendues. Après 1511, la série fait l'objet d'une ultime réimpression, de nouveau sans texte au verso.
Les frontispices des deux premières éditions présentent seulement la lettre sans la xylographie de La Vierge apparaissant à saint Jean l'Évangéliste. Cette planche est ajoutée en 1511 pour la parution de la deuxième édition latine.
En raison du tirage élevé à cette époque, un certain nombre d'exemplaires de l'édition initiale ont survécu, mais la plupart ont été découpés et vendus sous forme de feuilles individuelles dans le commerce de l'art. On les trouve dans des collections et des musées du monde entier. L'édition de 1498 est considérablement plus rare que l'édition de 1511, par exemple seuls quatre exemplaires sont connus aux États-Unis (National Gallery of Art à Washington, Musée d'Art de Saint-Louis, Houghton Library à l'université Harvard et musée des Beaux-Arts (Boston)). Le British Museum de Londres, la Staatliche Kunsthalle Karlsruhe et la Staatliche Graphische Sammlung de Munich en possèdent également un exemplaire en allemand. Parfois, des copies se retrouvent dans le commerce de l'art. Environ 100 000 € ont été payés pour l'édition 1511, plus d'un million pour l'édition 1498.

## Technique
La gravure sur bois atteint avec ce livre une virtuosité technique inédite, rarement égalée par la suite. Jamais le réseau des tailles dans le bois n'a été autant complexifié ; la combinaison de tailles variées permet à l'artiste d'obtenir des effets de lumière et de volume totalement nouveaux. Les lignes noires côtoient harmonieusement les zones où le papier a été laissé blanc, créant de subtils effets de clair-obscur jusque-là réservés au burin. Dürer parvient ainsi à offrir au regard du lecteur des images saisissantes qui, par un véritable tour de force, donnent corps aux visions de saint Jean et les rendent quasi réelles, sans pour autant leur enlever leur caractère surnaturel et fantasmagorique.

## Description et style

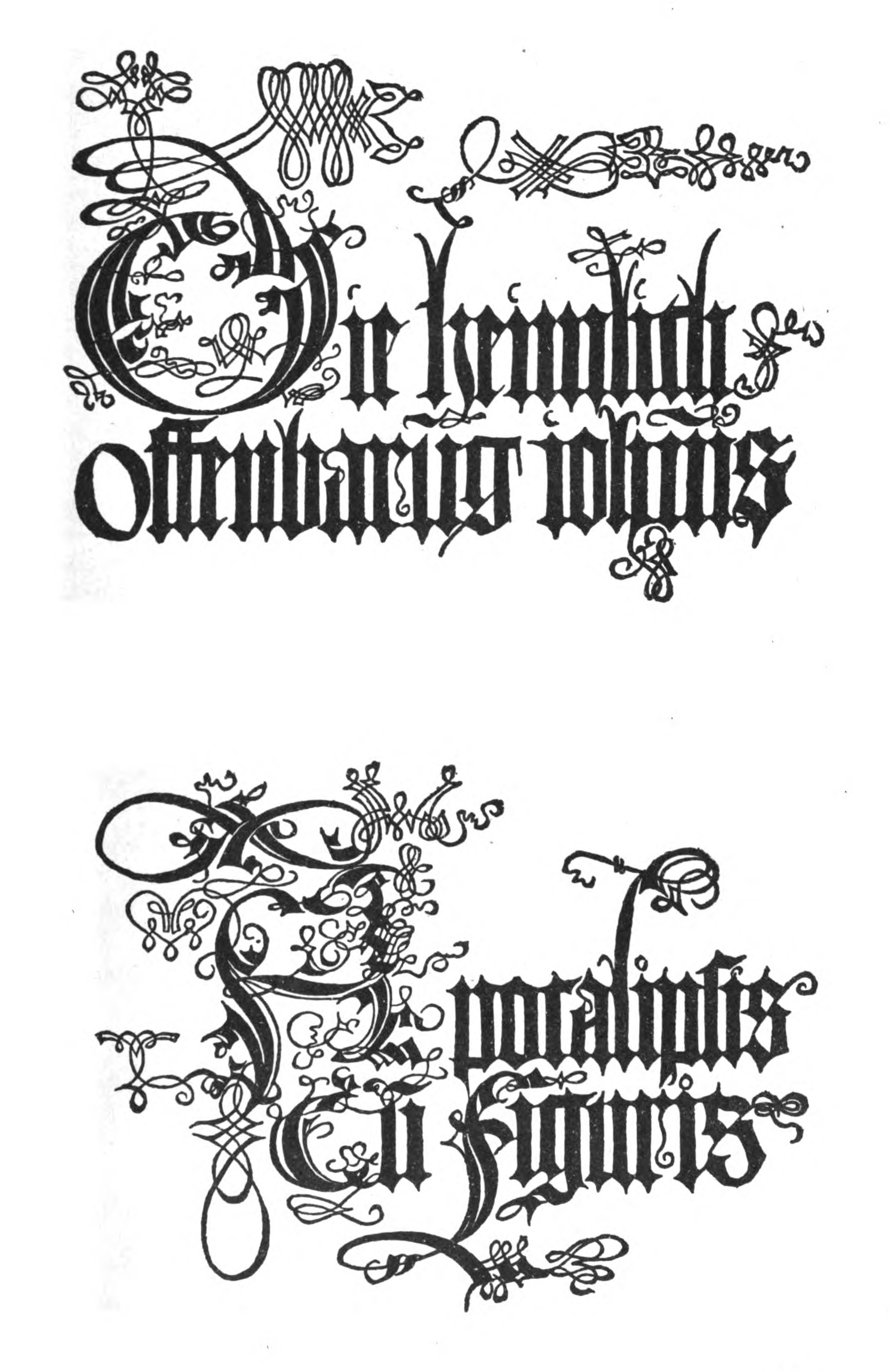
Frontispices des éditions de 1498, en allemand (en haut) et en latin (en bas).

L'Apocalypse de Dürer se compose de 16 feuilles de grand format (quatre cahiers, chacun avec deux feuilles doubles) : la taille des gravures sur bois est de 28,2 × 39,3 cm ; les copies qui ont survécu à ce jour sont pour la plupart rognées, la taille de la feuille d'origine était probablement d'environ 32,5 × 48 cm. La page recto de chaque feuille montre une gravure sur bois, la page verso le texte disposé en deux colonnes de 62 lignes chacune, de sorte qu'à l'ouverture, le texte à gauche de la gravure  à droite est illustré. Si le texte et l'illustration qui l'accompagne sont éloignés l'un de l'autre, une référence est faite de l'illustration au niveau du passage de texte concerné, par ex. B. Point sur la huitième figure avant le chapitre 10. Au verso de la page de titre se trouve la préface sur une colonne, le verso de la dernière page est vide. Un espace libre approximativement carré de quatre lignes de haut était laissé, qu'un rubricateur pouvait remplir à la main, pour les initiales des 22 chapitres et l'avant-propos.
Dürer, au lieu des habituelles gravures sur bois au format horizontal, choisit un format vertical grandiose, et rompt avec le style du modèle biblique, qui comportait de nombreuses petites figures .
Dürer représente le Livre de l'Apocalypse sur 15 gravures sur bois découpé à l'origine dans du bois de poirier. La disposition générale du cycle qui présente les illustrations au recto (à droite) et le texte au verso (à gauche) suggère l'importance de l'illustration sur le texte. Le fait que Dürer inclut les écrits du Livre de l'Apocalypse dans un format à deux colonnes est un renversement par rapport à ce qui se faisait normalement à la fin du XVe siècle : le texte est alors généralement représenté avant toute image contextuelle. De plus, les images s'émancipent du texte en ce qu'elles n'en constituent pas l'illustration littérale. Dürer n'hésite pas à s'éloigner du récit de la révélation de saint Jean afin de privilégier les effets visuels et l'intensité dramatique. Il propose ainsi deux lectures autonome, celle du texte, d'une part, et celle de la suite des gravures, d'autre part, chacune s'appréhendant dans sa continuité propre. Cette forme de texte imprimé sur un côté d'une page et une image sur la page opposée a été utilisée plus tôt par le parrain de Dürer, Anton Koberger, pour son impression de La Chronique de Nuremberg.
La deuxième édition de la série est publiée avec une page de titre supplémentaire représentant La Vierge Marie apparaissant à saint Jean. L'Assomption représentée sur la couverture d'un livre imaginant l'Apocalypse peut servir de forme de bénédiction, établissant l'idée que la Vierge Marie elle-même prendra soin de ceux qui gardent la foi tout au long de l'Apocalypse et conduira les personnes pieuses au paradis.
Dürer avait à l'origine l'intention d'inclure toutes les scènes du Livre de l'Apocalypse. La matière théologique lui a probablement été donnée fournie par le prévôt Sixte Tucher, qui l'a peut-être aussi aidé à condenser sa série jusqu'aux quinze gravures sur bois qu'il a fini par publier,. Des gravures sur bois antérieures représentaient le Livre de l'Apocalypse de manière irréaliste, mais Dürer, après avoir voyagé en Italie, parvient à combiner l'idéologie primitive et l'iconographie biblique avec ses compétences artistiques afin de créer une œuvre d'art réaliste, expressive et facile d'accès.
Il adopte une approche réaliste lors de la création de ses scènes. Dans les représentations précédentes de l'Apocalypse, les artistes avaient fantasmé certains aspects de l'événement. Plutôt qu'un squelette à cheval représentant la Mort, dans Les Quatre Cavaliers de l'Apocalypse, Dürer représente un homme émacié chevauchant un cheval tout aussi mal nourri. Dans Jean dévorant le livre de Vie, saint Jean mange physiquement le livre et ses expressions faciales sont tendues alors qu'il avale les pages. Les conditions météorologiques et les végétations sont également réalistes et précises, sans exagérations accablantes. Dans Jean devant Dieu et les Anciens, la scène naturelle de châteaux, de falaises, de plantes et d'une petite rivière peut être considérée comme un contraste avec l'événement céleste qui se déroule au-dessus. Bien qu'il s'agisse d'une scène de chaos, le temps à l'arrière-plan des Quatre Cavaliers de l'Apocalypse est calme. Même dans la scène de désordre de L'Ouverture du septième sceau et les Sept Anges joueurs de trompette, la vie sur terre est tranquille et ce sont les corps célestes qui font pleuvoir le désastre sur celle-ci.
Jamais auparavant les visions de saint Jean n'avaient été représentées de manière plus dramatique que dans ces gravures sur bois, conçues individuellement avec un fort contraste de noir et blanc. Dürer donne une corporéité aux figures avec un système progressif de hachures parallèles, déjà utilisé depuis un certain temps dans la gravure sur cuivre. On assiste à une intensification progressive de la synthèse dans le développement des récits, parvenant à faire coexister le caractère visionnaire des événements narrés avec un respect des lois naturalistes qui confèrent aux figures une monumentalité de moule classique.

## Contexte historique

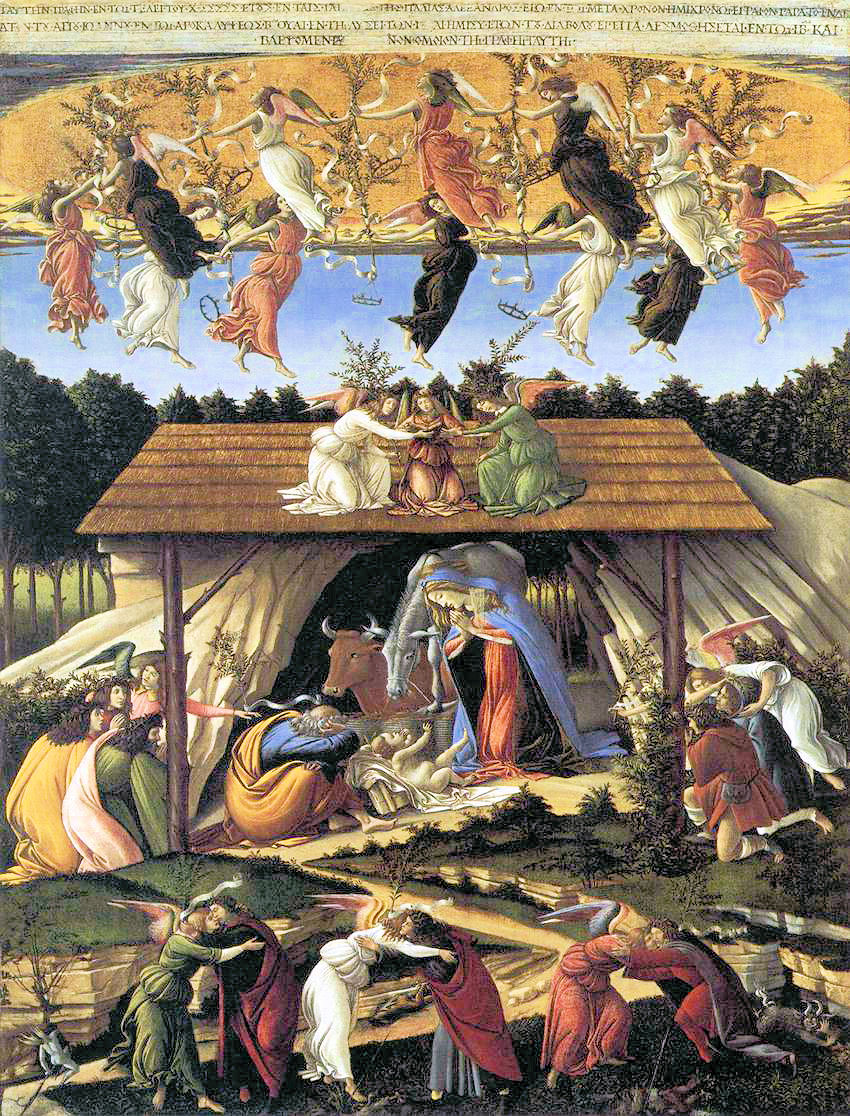
Sandro Botticelli, La Nativité mystique, National Gallery.

Au cours des années 1490, une large croyance est répandue dans toute l'Europe, popularisée par les idées eschatologiques chrétiennes, que le monde allait se terminer en l'an 1500. Cette croyance en l'Apocalypse repose sur l'expression « la mi-temps après le temps », qui apparaît dans le Livre de l'Apocalypse. Ceux qui prêchent l'Apocalypse au début du XVIe siècle sont nombreux, une figure notable étant Jérôme Savonarole. La Nativité mystique de Sandro Botticelli exprime aussi cette prophétie apocalyptique de la fin du monde. Lorsque la première édition des gravures sur bois de Dürer est publiée en 1498, cette idéologie apocalyptique est à son apogée.
La menace d'une invasion turque en Europe est également croissante pendant cette période. Une référence potentielle à cette invasion imminente peut être vue dans les gravures Le martyre de saint Jean, L'Ouverture des cinquième et sixième sceaux, La Prostituée de Babylone et Le Dragon à sept têtes et la Bête aux cornes de bélier. Dans ces bois en particulier, les personnages portant des turbans peuvent être observés comme des personnages singuliers. Dürer a connu la culture ottomane de Gentile Bellini après son retour de la cour de Mehmed II. Ces informations de seconde main sont utilisées pour créer des personnages originaux, mais peuvent aussi avoir involontairement alimenté la propagande anti-ottomane en créant un parallèle entre l'Empire ottoman et l'Antéchrist.
Dans Le Martyre de saint Jean, les quatre hommes portant des turbans ont tous un style singulier et ont des réactions individuelles devant ce qui arrive au saint. Le placement de ces Ottomans peut donner une indication sur le choix de Dürer de les inclure. Dans cette gravure sur bois, les Ottomans sont représentés comme des tortionnaires païens et des spectateurs. Les Turcs représentés de cette manière pourraient être les symboles des religions non chrétiennes qui seront frappées par les événements de l'Apocalypse. La figure ottomane la plus décorée, deuxième en partant de la gauche au milieu de l'estampe, est peut-être l'empereur Domitien, représenté ici comme un Turc.
Dans L'Ouverture des cinquième et sixième sceaux, le personnage coiffé d'un turban fait partie de ceux qui tentent d'échapper au séisme en cours. D'autres figures peuvent être interprétées comme un roi, un évêque, un pape et un moine ; cependant, le Turc implicite est représenté avec les femmes et les enfants en fuite. Cette séparation pourrait contribuer à faire apparaître les Turcs moins puissants que la façon dont ils sont perçus à l'époque.
Les personnages enturbannés de la Prostituée de Babylone pourraient représenter des nations étrangères soumises à l'Apocalypse et séduites par la Grande prostituée. Cependant, contrairement à d'autres personnages présents, le Turc implicite a non seulement le dos tourné au spectateur, mais porte également des vêtements ottomans similaires à la façon dont Domitien est représenté dans Le Martyre de Saint Jean. Cela pourrait supposer que les Ottomans ou d'autres cultures païennes seraient les premiers à être séduits par la Grande Prostituée et donc, les premiers à être réclamés par Satan.
La dernière gravure où les figures avec un turban sont présentes est Le Dragon à sept têtes et la Bête aux cornes de bélier où, parmi d'autres individus singuliers, le Turc montre sa dévotion au dragon à sept têtes. Cela peut être une autre tentative de représentation des nations et des religions qui adoreront faussement un monstre, thématiquement Satan, en le plaçant au-dessus de Dieu. Un autre lien entre le symbolisme ottoman et la bête à sept têtes est le nombre sept. Non seulement la capitale ottomane de Constantinople a été construite sur sept collines, mais on croyait aussi que le septième sultan serait le commandant de l'Apocalypse. Une inconnue existe pour savoir qui dirigerait cette Apocalypse : un comptage désigne Mehmed II comme le septième sultan ; un autre comptage ferait de son fils, Bayézid II, le septième sultan.
Dürer utilise le thème d'une invasion étrangère pour mettre en parallèle l'Empire ottoman avec l'Antéchrist et son invasion de la Terre. Cette métaphore donne à l'Empire ottoman le pouvoir de détruire la culture européenne, tout comme l'Apocalypse biblique détruit la Terre. Cette forme de symbolisme n'est visible que dans quatre des quinze gravures sur bois, de sorte qu'elle peut ou non être convaincante en tant que thème de l'ensemble du cycle. La véritable inspiration de Dürer pour ces inserts est inconnue ; les hommes en turbans sont peut-être simplement une représentation d'individus en dehors de la religion chrétienne, ou il peut avoir eu l'intention que cette forme de propagande anti-ottomane apparaisse dans son travail.

## Analyse des figures
Dürer appelle les gravures sur bois « figures ». Elles sont numérotés, ne comptant que les illustrations réelles de l'Apocalypse. La première figure est au verso, avant la gravure sur bois avec la vision de la lumière, sous le texte « Nachvolget die Erst Figure » (« Suit la première figure »).

### Frontispice de l'édition de 1511
Les titres des deux éditions de 1498 avec leur calligraphie élaborée sont gravés dans le bois et non sertis de caractères mobiles. Pour la nouvelle édition de 1511, Dürer agrandit la gravure sur bois du titre pour inclure une représentation picturale de l'évangéliste Jean et de la Vierge à l'Enfant. Jean est identifié par son symbole évangéliste, l'aigle. La Vierge porte une couronne d'étoiles, est entourée d'un nimbe et repose sur un croissant de lune. Ce symbolisme vient de l'Apocalypse(Ap 12,1) : « Un grand signe apparut dans le ciel : une Femme, ayant le soleil pour manteau, la lune sous les pieds, et sur la tête une couronne de douze étoiles ».

### Le Martyre de saint Jean

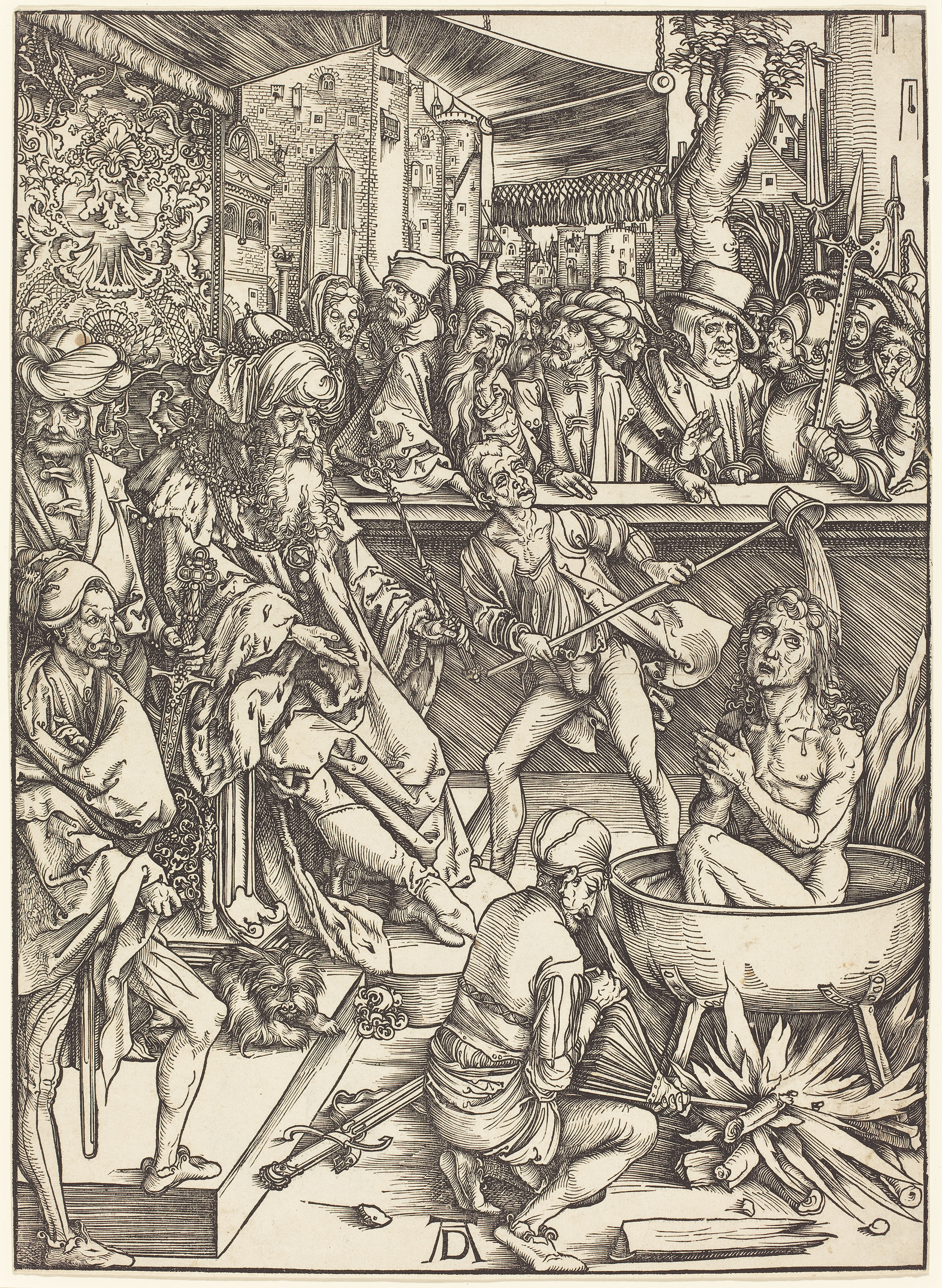
Le Martyre de saint Jean.

Les illustrations de L'Apocalypse sont précédées d'une représentation du martyre de saint Jean. Selon la légende, l'évangéliste Jean, que Dürer croit être l'auteur de l'Apocalypse selon les enseignements officiels de l'Église, a été jeté dans l'huile bouillante à la Porta Latina à Rome, mais sans mal, à la suite de quoi il a été condamné par l'empereur Domitien a été exilé à Patmos où il a écrit l'Apocalypse. Cette légende est déjà attestée au IIIe siècle par Tertullien. Plus tard, l'église San Giovanni a Porta Latina est construite dédiée au saint près de la Porta Latina et une fête spécifique est instituée pour commémorer son martyre (Iohannes ante portam latinam, 6 mai).
L'empereur Domitien et l'homme debout à côté de lui avec une épée sont habillés en Turcs, une façon courante de représenter les incroyants et les ennemis du Christ à l'époque. La foule et les hommes armés derrière la balustrade en pierre sont vêtus de vêtements d'époque, les bâtiments à l'arrière-plan sont ceux d'une ville allemande du XVe siècle.
L'architecture vénitienne à l'arrière-plan est souvent interprétée comme une trace indubitable du premier voyage vénitien de Dürer vers 1494-1495.

### 1.La Vision des sept chandeliers

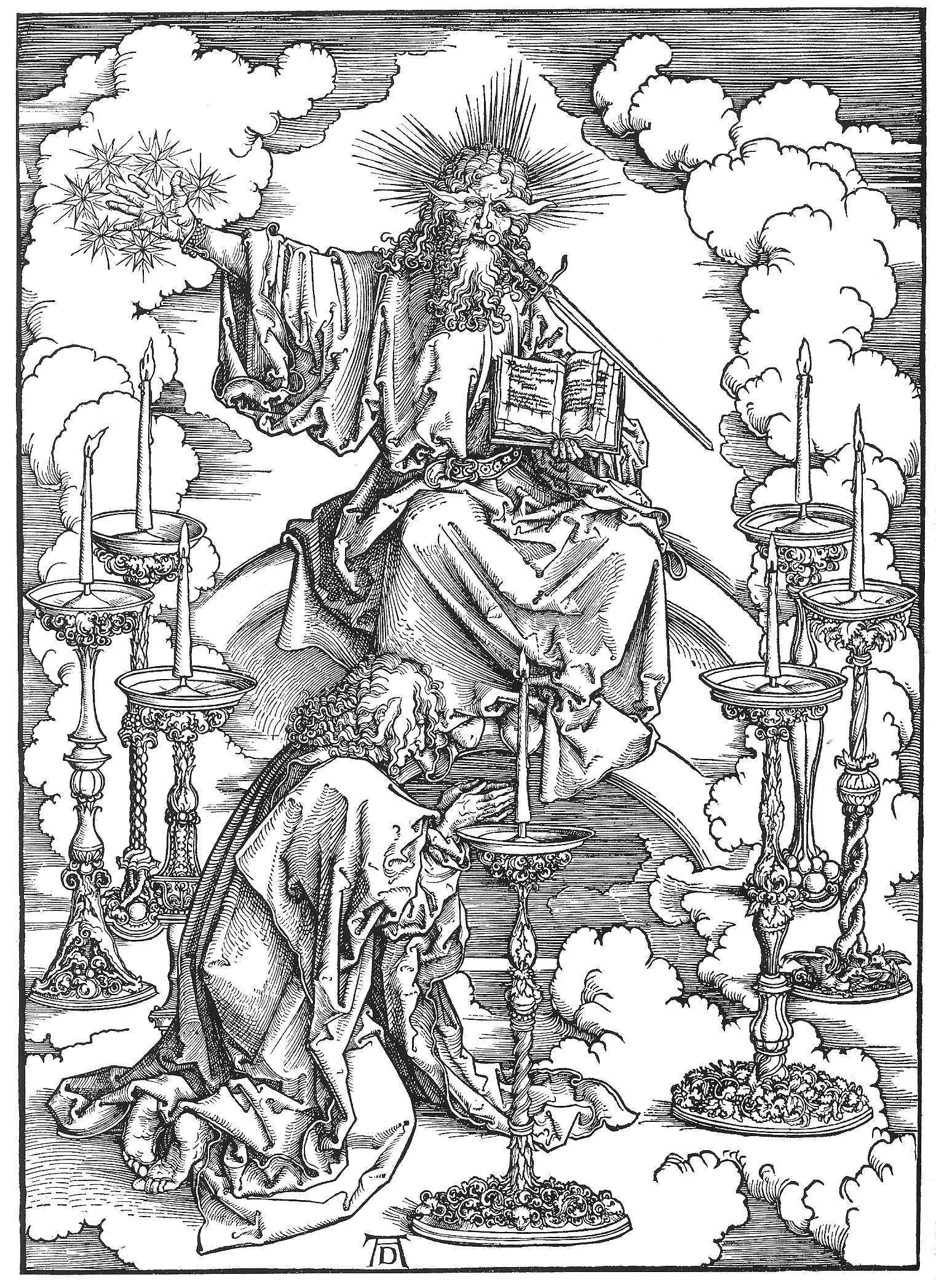
La Vision des sept chandeliers.

La première figure illustre la vision de Jean du chandelier Ap 1,12-16) : « 12. Je me retournai pour regarder quelle était cette voix qui me parlait. M’étant retourné, j’ai vu sept chandeliers d’or, 13; et au milieu des chandeliers un être qui semblait un Fils d’homme, revêtu d’une longue tunique, une ceinture d’or à hauteur de poitrine ; 14. sa tête et ses cheveux étaient blancs comme la laine blanche, comme la neige, et ses yeux comme une flamme ardente ; 15. ses pieds semblaient d’un bronze précieux affiné au creuset, et sa voix était comme la voix des grandes eaux ; 16. il avait dans la main droite sept étoiles ; de sa bouche sortait un glaive acéré à deux tranchants. Son visage brillait comme brille le soleil dans sa puissance. »
Comme dans toutes les figures, Dürer suit très fidèlement le texte de l'Apocalypse. Le Fils de l'homme trône sur un double arc-en-ciel ; devant lui Jean s'agenouille sur un banc de nuages. Les sept magnifiques lustres sont disposés presque symétriquement. Dürer a appris le métier d'orfèvre dans sa jeunesse et il s'intéresse particulièrement aux riches décorations qui différent sur tous les bougeoirs.
Le souvenir de Schongauer est perceptible dans les chandeliers qui résonnent comme une citation amplifiée du superbe candélabre disposé au premier plan de La Mort de la Vierge de l'artiste.

### 2.Jean devant Dieu et les Anciens

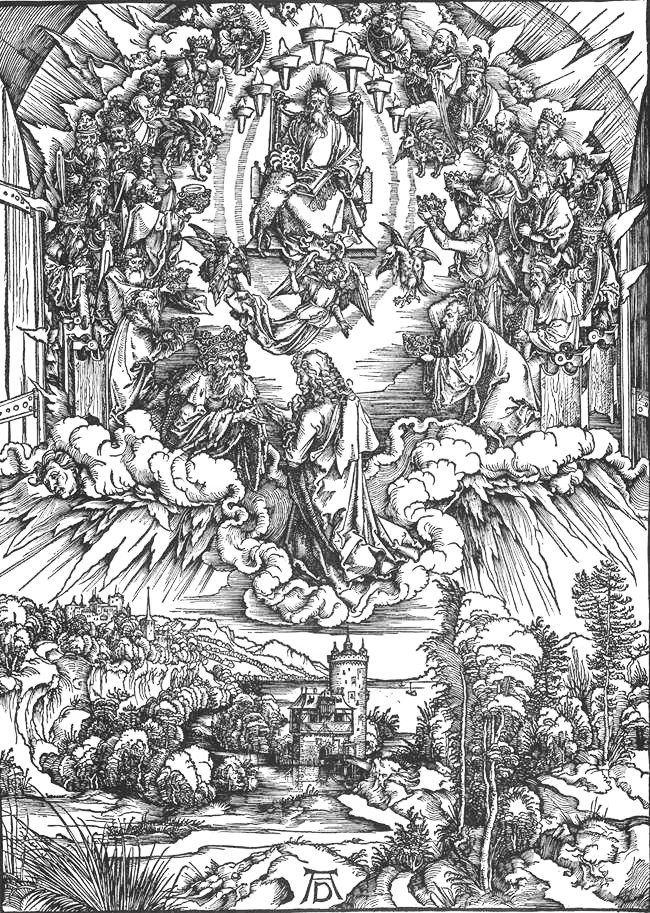
Jean devant Dieu et les Anciens.

La deuxième figure montre les 24 Anciens devant le Trône (Ap 5,1-9) : « 1. J’ai vu, dans la main droite de celui qui siège sur le Trône, un livre en forme de rouleau, écrit au-dedans et à l’extérieur, scellé de sept sceaux. 2. Puis j’ai vu un ange plein de force, qui proclamait d’une voix puissante : « Qui donc est digne d’ouvrir le Livre et d’en briser les sceaux ? » 3. Mais personne, au ciel, sur terre ou sous la terre, ne pouvait ouvrir le Livre et regarder. 4. Je pleurais beaucoup, parce que personne n’avait été trouvé digne d’ouvrir le Livre et de regarder. 5. Mais l’un des Anciens me dit : « Ne pleure pas. Voilà qu’il a remporté la victoire, le lion de la tribu de Juda, le rejeton de David : il ouvrira le Livre aux sept sceaux. » 6. Et j’ai vu, entre le Trône, les quatre Vivants et les Anciens, un Agneau debout, comme égorgé ; ses cornes étaient au nombre de sept, ainsi que ses yeux, qui sont les sept esprits de Dieu envoyés sur toute la terre. 7. Il s’avança et prit le Livre dans la main droite de celui qui siégeait sur le Trône. 8 Quand l’Agneau eut pris le Livre, les quatre Vivants et les vingt-quatre Anciens se jetèrent à ses pieds. Ils tenaient chacun une cithare et des coupes d’or pleines de parfums qui sont les prières des saints. 9. Ils chantaient ce cantique nouveau : « Tu es digne, de prendre le Livre et d’en ouvrir les sceaux, car tu fus immolé, rachetant pour Dieu, par ton sang, des gens de toute tribu, langue, peuple et nation. »
Les battants de porte en bois ouverts de la porte en pierre du Ciel sont visibles à gauche et à droite du bord de l'image. Dürer dépeint la vision - l'agneau aux sept cornes et aux sept yeux, les quatre silhouettes aux yeux à six ailes - de la manière la plus « réaliste » possible. Jean s'agenouille à nouveau sur un banc de nuages, l'un des 24 Anciens se tourne vers lui. Les Anciens sont assis sur des bancs en bois ; tous sont conçus individuellement : ils diffèrent par leur physionomie, leurs vêtements et leur posture ; leurs couronnes sont également différentes.
Le paysage calme et paisible en dessous est en contraste frappant : pour l'instant il n'y a aucun signe des cataclysmes sur le point de s'abattre sur la Terre.

### 3.Les Quatre Cavaliers de l'Apocalypse

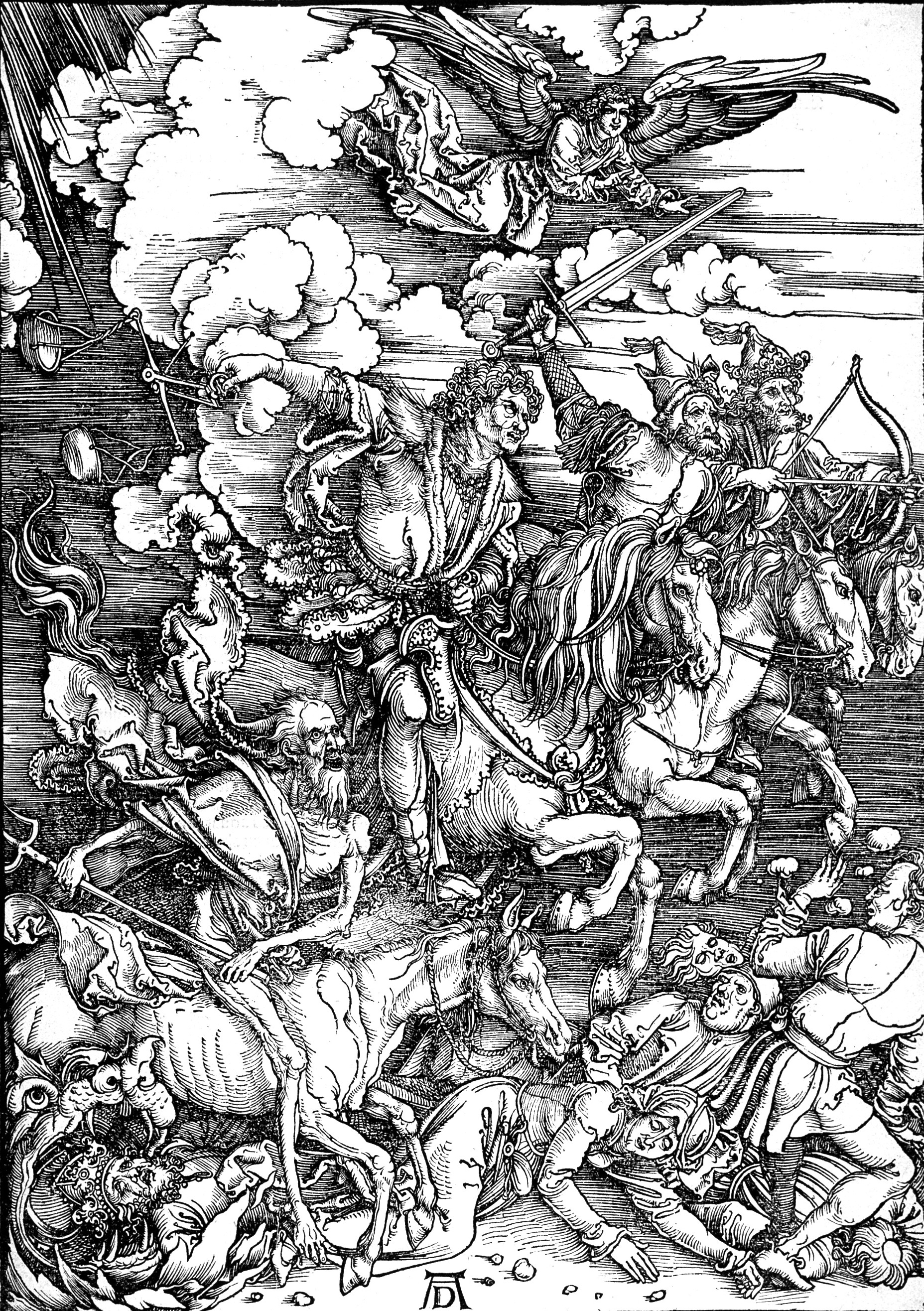
Les Quatre Cavaliers de l'Apocalypse.

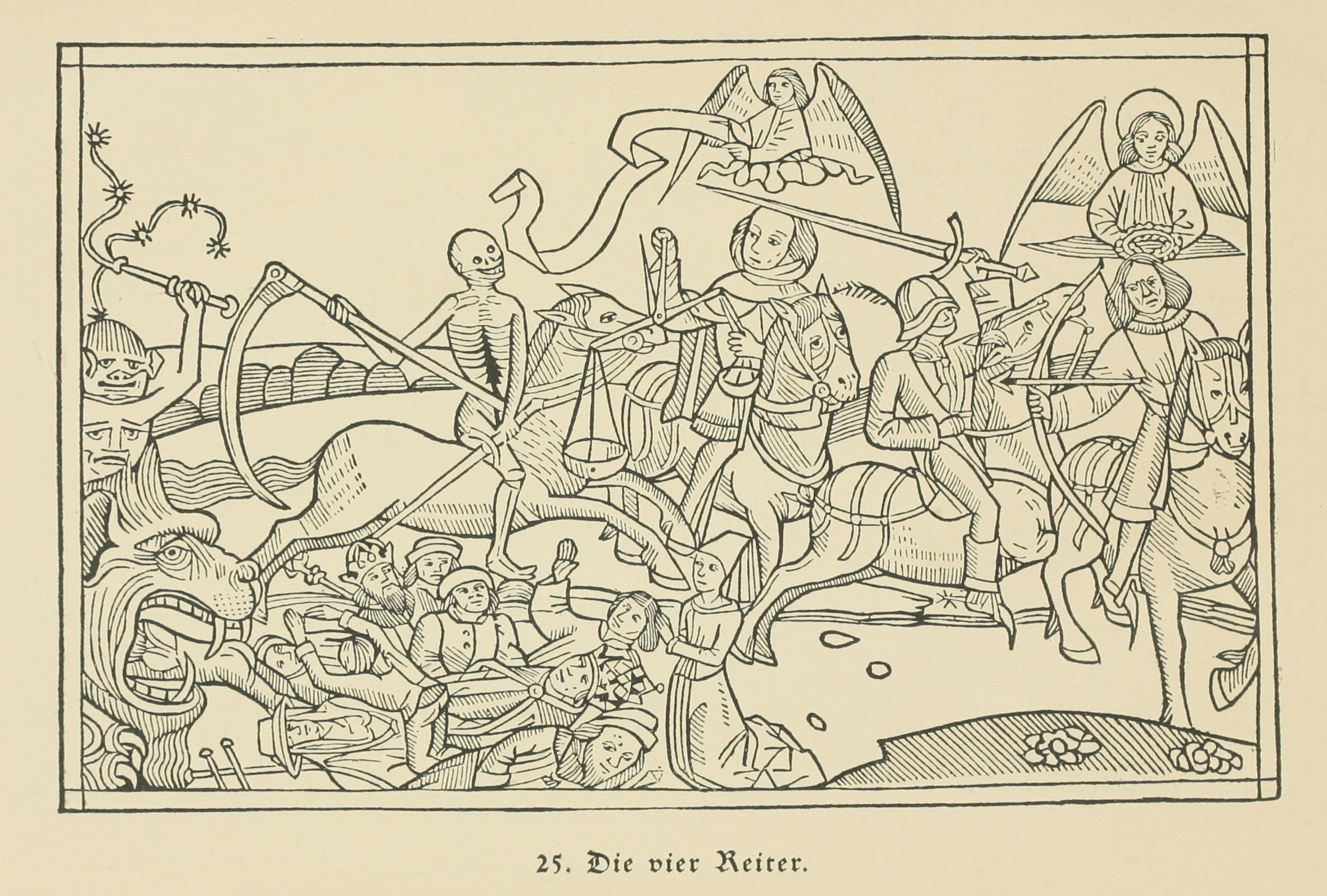
Les quatre cavaliers de l'Apocalypse de la Bible de Cologne de 1479.

La quatrième gravure sur bois du cycle de L'Apocalypse, Les quatre cavaliers de l'Apocalypse, représente les quatre premiers des sept fléaux qui doivent apparaître pour que l'Apocalypse commence (Ap 6,1-8.) : « 1. Alors j’ai vu : quand l’Agneau ouvrit l’un des sept sceaux, j’entendis l’un des quatre Vivants dire d’une voix de tonnerre : « Viens ! » 2. Alors j’ai vu : et voici un cheval blanc ; celui qui le montait tenait un arc, une couronne lui fut donnée, et il sortit vainqueur, pour vaincre à nouveau. 3. Et quand il ouvrit le deuxième sceau, j’entendis le deuxième Vivant qui disait : « Viens ! » 4. Alors sortit un autre cheval, rouge feu ; à celui qui le montait il fut donné d’enlever la paix à la terre, pour que les gens s’entretuent, et une grande épée lui fut donnée. 5. Et quand il ouvrit le troisième sceau, j’entendis le troisième Vivant qui disait : « Viens ! » Alors j’ai vu : et voici un cheval noir ; celui qui le montait tenait à la main une balance. 6. Et j’entendis comme une voix au milieu des quatre Vivants ; elle disait : « Un denier, la mesure de blé ! Un denier, les trois mesures d’orge ! Ne fraude pas sur l’huile et sur le vin ! » 7. Et quand il ouvrit le quatrième sceau, j’entendis la voix du quatrième Vivant qui disait : « Viens ! » 8. Alors j’ai vu : et voici un cheval verdâtre ; celui qui le montait se nomme la Mort, et le séjour des morts l’accompagnait. Et il leur fut donné pouvoir sur un quart de la terre pour tuer par le glaive, par la famine et par la peste, et par les fauves de la terre. »
Bien que de nature hostile, ces cavaliers de l'Apocalypse ne sont en aucun cas liés à Satan. Au contraire, cette imagerie peut être considérée révélant une fin finie du monde, donnant à l'humanité une véritable fin. Suivant leurs interprétations bibliques, les quatre premiers fléaux et cavaliers sont respectivement la Conquête, la Guerre, la Famine et la Mort.
C'est de loin la gravure de L'Apocalypse la plus reproduite et la plus reconnaissable, car elle comporte divers symboles chrétiens et laïques ainsi que plusieurs références dans la culture populaire. Dürer reprend la composition de base et presque tous les éléments picturaux de la Bible de Koberger, mais les transforment selon ses propres idées. Seuls le diable brandissant un fouet sur le bord gauche de l'image et l'ange couronnant le cavalier sur le cheval blanc (« et il reçut une couronne ») sont laissés de côté (chez Dürer, celui-ci porte déjà la couronne sur la tête). Contrairement à la Bible de Koberger, les quatre cavaliers chargent côte à côte dans la même direction, ce qui donne à la gravure sur bois un effet beaucoup plus dynamique.
Une difficulté évidente avec ces gravures sur bois est qu'elles sont en noir et blanc alors que trois des quatre chevaux sont décrits comme ayant une couleur. Dürer y remédie en ordonnant aux cavaliers dans l'ordre inverse de leur invocation et en mettant en évidence l'arme de choix de chacun.
En suivant l'ordre biblique de leur introduction, le cavalier le plus à droite est Conquête. Dürer figure Conquête avec son arc et sa flèche (Ap 6:1-2). Bien qu'une flèche ne soit pas mentionnée, Dürer représente Conquête comme se préparant à en tirer une.
Le deuxième fléau, Guerre, est le deuxième cavalier à partir de la droite. Son arme, une épée à deux mains, est tenue haute et prête pour le combat (Apoc 6 : 3-4). Bien que le cheval de Guerre soit censé être d'un rouge ardent, sa couleur ne peut être différenciée de celle de Conquête.
Famine est le troisième cavalier à partir de la droite sur le cheval noir, figure dominante, il symbolise l'inflation et la famine. Le troisième fléau brandit une balance comme arme. Bien qu'il ne s'agisse pas d'une arme directe, la balance de Famine figure la façon dont le blé et l'orge sont étroitement rationnés et à un prix élevé pendant l'Apocalypse alors qu'ils ont presque disparu, mais l'huile et le vin restent intacts (Ap 6: 3-4).
Le dernier cavalier, mais apparaissant en premier à un spectateur senestrodextre, est la Mort. Le quatrième fléau est le cavalier le plus distinctif car il est nettement plus âgé que les autres cavaliers et incroyablement mal nourri. Tout comme son cavalier, le cheval de Mort est également émacié, piétinant douloureusement et directement ceux qui se trouvent sur son chemin. Contrairement aux autres cavaliers, Mort n'a pas d'arme tangible. Au lieu de cela, il est chargé de tuer quiconque est laissé en vie lorsque Conquête, Guerre et Famine ont terminé leurs chevauchées (Apoc 6: 7-8). Pour maintenir la cohérence, Dürer a équipé Mort d'un trident, un peu comme ceux attribués à Poséidon dans d'autres mythes. Le dernier élément de ce début de l'Apocalypse est la créature apparaissant dans le coin inférieur gauche de la gravure. Le monstre, décrit comme quelque peu reptilien, a un évêque dans la bouche et s'apprête à le dévorer. La représentation de la mort n'est pas conventionnelle: Dürer a remplacé la faux traditionnelle par un trident, et au lieu du squelette souriant habituel, la Mort de Dürer est un vieil homme émacié et barbu au regard fixe. La mort est suivie de « l'enfer », personnifié par un monstre à la mâchoire béante. Les personnes qui essaient en vain d'échapper à la mort et à l'enfer appartiennent à toutes les classes sociales : un évêque est dévoré, une citadine est tombée à terre. Cette scène plus petite pourrait être une allusion à la Réforme protestante, où l'évêque représente la domination du christianisme et la créature infernale la rébellion protestante.
Dürer ne fait pas apparaitre saint Jean dans cette scène particulière. C'est peut-être sa manière de placer le spectateur à la place du saint, de voir l'Apocalypse et de vivre par lui-même les événements de la fin du monde. Dürer étant un artiste engagé, cette signification est potentiellement valide.

### 4.Ouverture des cinquième et sixième sceaux

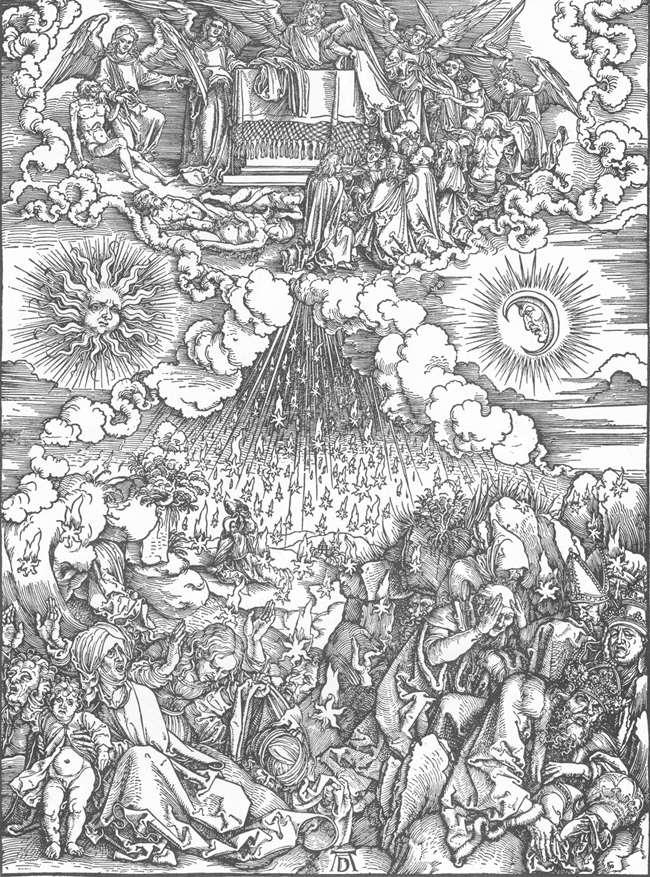
Ouverture des cinquième et sixième sceaux.

Avec l'ouverture des cinquième et sixième sceaux, de nouvelles catastrophes surviennent (Ap 6,9-17) : « 9. Et quand il ouvrit le cinquième sceau, je vis sous l’autel les âmes de ceux qui furent égorgés à cause de la parole de Dieu et du témoignage qu’ils avaient porté. 10. Ils crièrent d’une voix forte : « Jusques à quand, Maître saint et vrai, resteras-tu sans juger, sans venger notre sang sur les habitants de la terre ? » 11. Et il fut donné à chacun une robe blanche, et il leur fut dit de patienter encore quelque temps, jusqu’à ce que soient au complet leurs compagnons de service, leurs frères, qui allaient être tués comme eux. 12. Alors j’ai vu : quand il ouvrit le sixième sceau, il y eut un grand tremblement de terre, le soleil devint noir comme une étoffe de crin, et la lune entière, comme du sang, 13. et les étoiles du ciel tombèrent sur la terre comme lorsqu’un figuier secoué par grand vent jette ses fruits. 14. Le ciel se retira comme un livre qu’on referme ; toutes les montagnes et les îles furent déplacées. 15. Les rois de la terre et les grands, les chefs d’armée, les riches et les puissants, tous les esclaves et les hommes libres allèrent se cacher dans les cavernes et les rochers des montagnes. 16. Et ils disaient aux montagnes et aux rochers : « Tombez sur nous, et cachez-nous du regard de celui qui siège sur le Trône et aussi de la colère de l’Agneau. 17. Car il est venu, le grand jour de leur colère, et qui pourrait tenir ? » ».
Les âmes des assassinés sont représentées comme des corps nus, l'autel en haut au centre est entouré d'anges distribuant les robes blanches. Le soleil et la lune sont représentés de manière conventionnelle avec des visages, seules les expressions faciales font allusion aux événements apocalyptiques (« sombre comme un sac noir », « comme du sang »). Au milieu, les étoiles tombent du ciel, dans la moitié inférieure de l'image ; les terriens tentent de s'en protéger. Là encore, toutes les classes sociales sont représentées : sur le bord droit du tableau se tient un pape avec une tiare, avec devant lui un roi.
Les trois figures qui entourent l'Enfant en bas à droite témoignent de l'influence de La Mise au tombeau dite « en largeur » d'Andrea Mantegna. Dürer reprend pour ses deux femmes accablées de douleur les types de la Vierge et de la Marie Madeleine de Mantegna, tandis que le visage masculin déformé par la souffrance qui surgit en bordure de la scène semble n'être autre que celui du saint Jean de Mantegna, vu non de profil mais de face.

### 5.Quatre Anges retenant les quatre vents de la terre

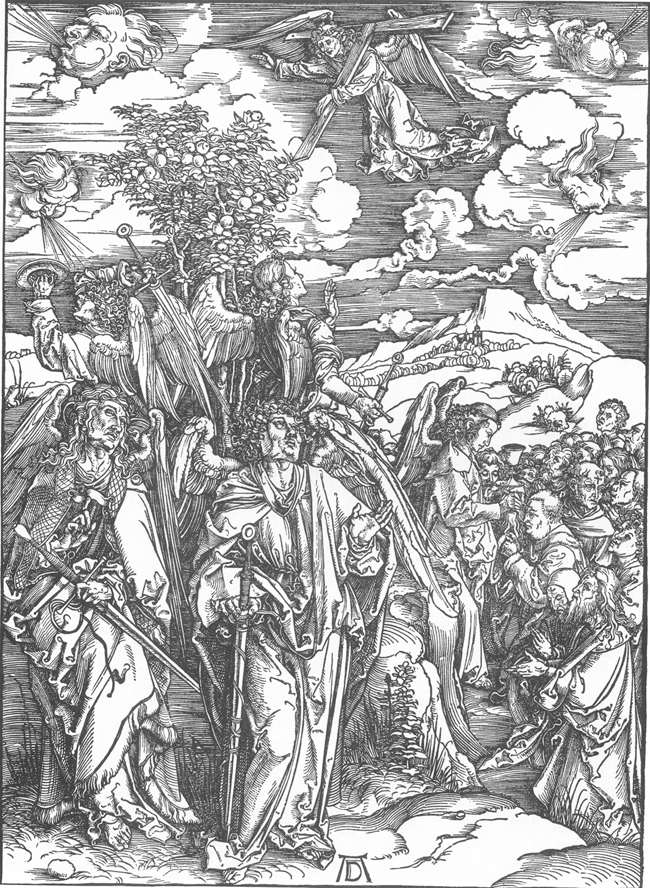
Quatre Anges retenant les quatre vents de la Terre.

Cette figure se réfère à Ap 7,1-8 : « 1. Après cela, j’ai vu quatre anges debout aux quatre coins de la terre, maîtrisant les quatre vents de la terre, pour empêcher le vent de souffler sur la terre, sur la mer et sur tous les arbres. 2. Puis j’ai vu un autre ange qui montait du côté où le soleil se lève, avec le sceau qui imprime la marque du Dieu vivant ; d’une voix forte, il cria aux quatre anges qui avaient reçu le pouvoir de faire du mal à la terre et à la mer : 3 « Ne faites pas de mal à la terre, ni à la mer, ni aux arbres, avant que nous ayons marqué du sceau le front des serviteurs de notre Dieu. » 4. Et j’entendis le nombre de ceux qui étaient marqués du sceau : ils étaient cent quarante-quatre mille, de toutes les tribus des fils d’Israël. 5. De la tribu de Juda, douze mille marqués du sceau ; de la tribu de Ruben, douze mille ; de la tribu de Gad, douze mille ; 6. de la tribu d'Asher, douze mille ; de la tribu de Nephthali, douze mille ; de la tribu de Manassé, douze mille ; 7. de la tribu de Siméon, douze mille ; de la tribu de Lévi, douze mille ; de la tribu d'Issacar, douze mille ; 8. de la tribu de Zebulon, douze mille ; de la tribu de Joseph, douze mille ; de la tribu de Benjamin, douze mille marqués du sceau. »
Conformément à la tradition, les quatre vents sont représentés par quatre têtes soufflantes. Deux des anges font directement face aux vents, l'ange de gauche pointe l'épée et le bouclier contre le vent. Les deux autres anges se reposent et font face au spectateur. Au lieu d'êtres juvéniles asexués - comme la plupart des représentations d'anges - ces deux anges sont des hommes d'âge moyen. À droite, un autre ange « scelle » l'armée des élus en faisant le signe de la croix sur leur front.

### 6.L'Ouverture du septième sceau et les sept anges joueurs de trompette

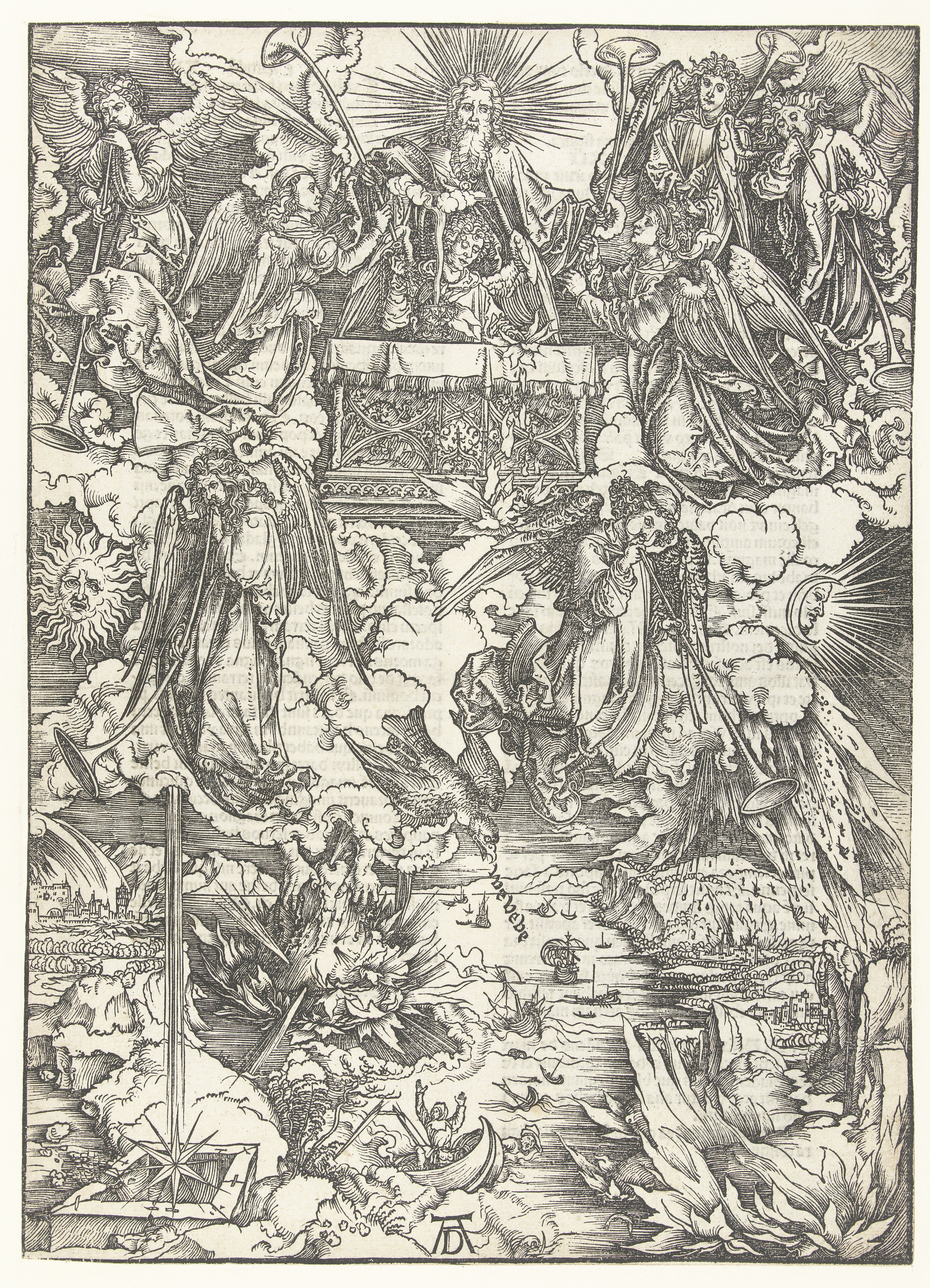
L'Ouverture du septième sceau et les sept anges joueurs de trompette.

Après l'ouverture du septième sceau, sept anges sonnent de leurs trompettes, apportant de nouvelles calamités (Ap 8,1-13) : « 1. Quand il ouvrit le septième sceau, il y eut dans le ciel un silence d’environ une demi-heure. 2. Et j’ai vu les sept anges qui se tiennent devant Dieu : il leur fut donné sept trompettes. 3. Un autre ange vint se placer près de l’autel ; il portait un encensoir d’or ; il lui fut donné quantité de parfums pour les offrir, avec les prières de tous les saints, sur l’autel d’or qui est devant le Trône. 4. Et par la main de l’ange monta devant Dieu la fumée des parfums, avec les prières des saints. 5. Puis l’ange prit l’encensoir et le remplit du feu de l’autel ; il le jeta sur la terre : il y eut des coups de tonnerre, des fracas, des éclairs et un tremblement de terre. 6. Puis les sept anges qui avaient les sept trompettes se préparèrent à en sonner. 7. Le premier sonna de la trompette : il y eut de la grêle et du feu mêlés de sang, qui furent jetés sur la terre, et le tiers de la terre brûla, le tiers des arbres brûlèrent, toute l’herbe verte brûla. 8. Le deuxième ange sonna de la trompette : dans la mer fut jetée comme une grande montagne embrasée, et le tiers de la mer fut changé en sang ; 9. dans la mer, le tiers des créatures vivantes mourut, et le tiers des bateaux fut détruit. 10. Le troisième ange sonna de la trompette : du ciel tomba une grande étoile qui flambait comme une torche ; elle tomba sur le tiers des fleuves et sur les sources des eaux. 11. L’étoile se nomme « Absinthe », et le tiers des eaux devint de l’absinthe : beaucoup de gens moururent à cause des eaux devenues amères. 12. Le quatrième ange sonna de la trompette : le tiers du soleil fut frappé, et le tiers de la lune et le tiers des étoiles ; ainsi chacun d’entre eux fut obscurci d’un tiers, le jour perdit le tiers de sa clarté et, de même, la nuit. 13. Alors j’ai vu : et j’entendis un aigle qui volait en plein ciel, disant d’une voix forte : « Malheur ! Malheur ! Malheur pour ceux qui habitent la terre, car la trompette, encore, doit retentir quand les trois anges sonneront ! » »
Dieu le Père est intronisé derrière l'autel avec l'encensoir d'or et l'ange à la fumée, entouré des sept anges jouant de la trompette, cinq au même niveau, deux au centre de l'image. Encore une fois, les sept anges sont représentés individuellement, avec des postures et des traits du visage différents. Quatre d'entre eux sonnent déjà de la trompette, trois se tiennent encore la main. En conséquence, seules les catastrophes déclenchées par les quatre premières trompettes sont représentées : à droite sur l'image, la grêle tombe avec le feu et le sang et met le feu à la ville en arrière-plan ; à gauche, la montagne ardente plonge dans la mer, provoquant la détresse des barques et des navires ; dans le coin inférieur gauche, l'étoile « Absinthe » tombe dans les sources d'eau, symbolisées par une fontaine rectangulaire. Le soleil et la lune sont similaires à ceux représentés sur la quatrième figure. Au milieu de l'image, l'aigle lance son we ve ve, le seul texte des 15 gravures sur bois.

### 7.Les Quatre Anges vengeurs de l'Euphrate

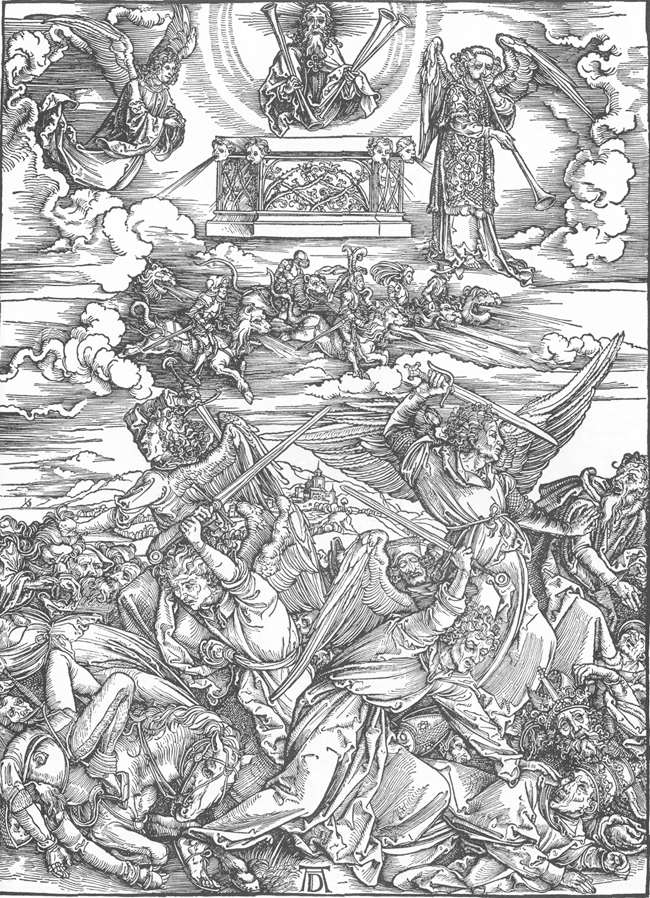
Les Quatre Anges vengeurs de l'Euphrate.

Cette figure se réfère à Ap 9,13-21 : « 13. Le sixième ange sonna de la trompette, et j’entendis une voix venant des quatre cornes de l’autel d’or qui est devant Dieu ; 14. elle disait au sixième ange qui avait la trompette : « Libère les quatre anges qui sont enchaînés au bord de l’Euphrate, le grand fleuve. » 15. Alors furent libérés les quatre anges qui étaient prêts pour cette heure, ce jour, ce mois, cette année, afin de tuer le tiers de l’humanité. 16. Les troupes de cavalerie comptaient deux myriades de myriades : j’ai entendu ce nombre. 17. Ainsi, dans ma vision, j’ai vu les chevaux et ceux qui les montaient : ils ont des cuirasses couleur de feu, d’hyacinthe et de soufre ; les têtes des chevaux sont comme des têtes de lion ; de leurs bouches sortent du feu, de la fumée et du soufre. 18. Le tiers de l’humanité fut tué par ces trois fléaux, le feu, la fumée et le soufre qui sortaient de leurs bouches. 19. Car le pouvoir des chevaux se trouve dans leurs bouches, et aussi dans leurs queues. En effet, celles-ci sont semblables à des serpents, et elles ont des têtes qui font du mal. 20. Et le reste des hommes, ceux qui n’avaient pas été tués par ces fléaux, ne se sont pas convertis, ne renonçant pas aux œuvres de leurs mains ; ils n’ont pas cessé de se prosterner devant les démons, les idoles d’or, d’argent, de bronze, de pierre et de bois, qui ne peuvent pas voir, ni entendre, ni marcher. 21. Ils ne se sont pas convertis, ne renonçant ni à leurs meurtres, ni à leurs sortilèges, ni à leur débauche, ni à leurs vols. »
Parmi les « deux myriades de myriades » de cavaliers sur leurs coursiers cracheurs de feu à tête de lion, Dürer n'en a représenté que cinq. Il se concentre principalement sur les quatre anges qui provoquent un massacre : l’ange en haut à gauche attrape une femme par les cheveux pour lui couper la tête ; l'ange en bas à droite se prépare à tuer le pape allongé par terre.

### 8.Jean dévorant le Livre de Vie

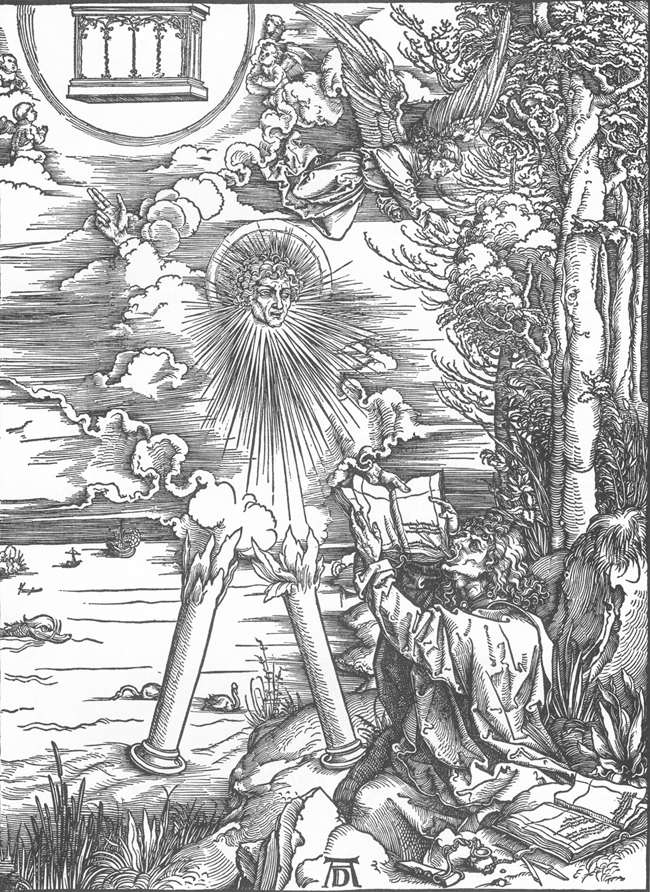
Jean dévorant le Livre de Vie.

Cette figure se réfère à Ap 10,1-11 : « 1. Et j’ai vu un autre ange, plein de force, descendre du ciel, ayant une nuée pour manteau, et sur la tête un halo de lumière ; son visage était comme le soleil, et ses jambes comme des colonnes de feu. 2. Il tenait à la main un petit livre ouvert. Il posa le pied droit sur la mer, et le gauche sur la terre ; 3. il cria d’une voix forte, comme un lion qui rugit. Et quand il cria, les sept tonnerres parlèrent, faisant résonner leur voix. 4. Et quand les sept tonnerres eurent parlé, j’allais me mettre à écrire ; mais j’entendis une voix venant du ciel qui disait : « Ce que viennent de dire les sept tonnerres, garde-le scellé, ne l’écris pas ! » 5. Et l’ange que j’avais vu debout sur la mer et sur la terre leva la main droite vers le ciel ; 6. il fit un serment par celui qui est vivant pour les siècles des siècles, celui qui a créé le ciel et tout ce qu’il contient, la terre et tout ce qu’elle contient, la mer et tout ce qu’elle contient. Il déclara : « Du temps, il n’y en aura plus ! 7. Dans les jours où retentira la voix du septième ange, quand il sonnera de la trompette, alors se trouvera accompli le mystère de Dieu, selon la bonne nouvelle qu’il a annoncée à ses serviteurs les prophètes. » 8. Et la voix que j’avais entendue, venant du ciel, me parla de nouveau et me dit : « Va prendre le livre ouvert dans la main de l’ange qui se tient debout sur la mer et sur la terre. » 9. Je m’avançai vers l’ange pour lui demander de me donner le petit livre. Il me dit : « Prends, et dévore-le ; il remplira tes entrailles d’amertume, mais dans ta bouche il sera doux comme le miel. » 10. Je pris le petit livre de la main de l’ange, et je le dévorai. Dans ma bouche il était doux comme le miel, mais, quand je l’eus mangé, il remplit mes entrailles d’amertume. 11 Alors on me dit : « Il te faut de nouveau prophétiser sur un grand nombre de peuples, de nations, de langues et de rois. » »
La vision apocalyptique – à nouveau très fidèlement dépeinte par Dürer – s'inscrit ici dans un décor terrestre détaillé : la pleine mer avec des bateaux et des voiliers, des dauphins et des cygnes ; l'île de Patmos à la végétation luxuriante ; les outils d'écriture de Jean avec la plume, le couteau, l'encrier et la pierre à aiguiser.

### 9.Une femme revêtue du Soleil et le dragon à sept têtes

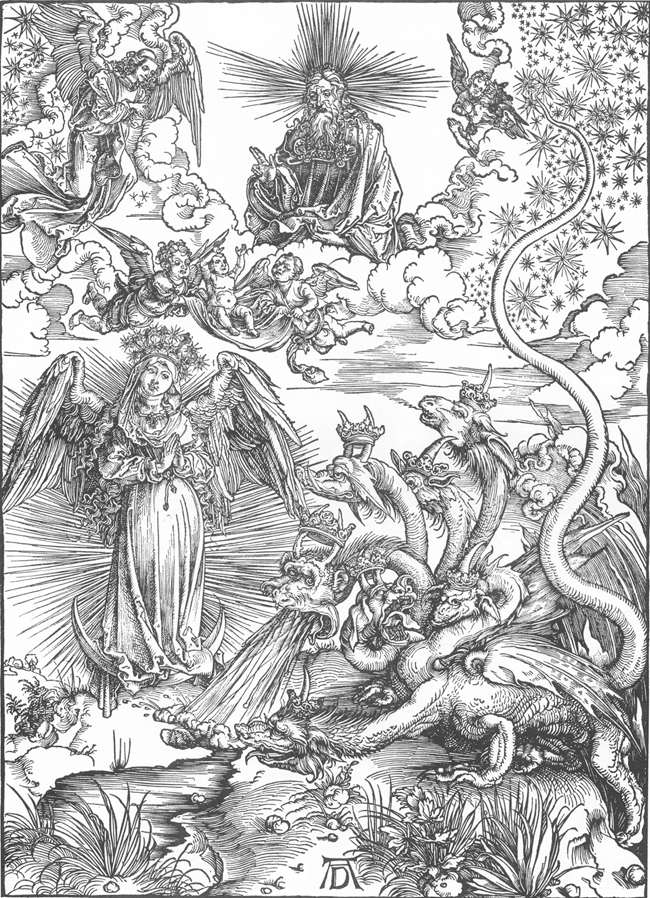
Une femme revêtue du Soleil et le dragon à sept têtes.

Cette figure se réfère à Ap 12,1-5 : « 1. Un grand signe apparut dans le ciel : une Femme, ayant le soleil pour manteau, la lune sous les pieds, et sur la tête une couronne de douze étoiles. 2. Elle est enceinte, elle crie, dans les douleurs et la torture d’un enfantement. 3. Un autre signe apparut dans le ciel : un grand dragon, rouge feu, avec sept têtes et dix cornes, et, sur chacune des sept têtes, un diadème. 4. Sa queue, entraînant le tiers des étoiles du ciel, les précipita sur la terre. Le Dragon vint se poster devant la femme qui allait enfanter, afin de dévorer l’enfant dès sa naissance. 5. Or, elle mit au monde un fils, un enfant mâle, celui qui sera le berger de toutes les nations, les conduisant avec un sceptre de fer. L’enfant fut enlevé jusqu’auprès de Dieu et de son Trône ».
La femme vêtue de soleil est interprétée très tôt comme Marie (voir frontispice). Son nouveau-né est « rattrapé par Dieu » : deux anges l'emportent dans un linge. Elle est dotée de puissantes ailes d'aigle : « Alors furent données à la Femme les deux ailes du grand aigle pour qu’elle s’envole au désert, à la place où elle doit être nourrie pour un temps, deux temps et la moitié d’un temps, loin de la présence du Serpent. »(Ap 12,14).
Dans la représentation du dragon à sept têtes, Dürer fait une fois de plus preuve d'une imagination et d'une ingéniosité inépuisables : l'une des sept têtes crache de l'eau (« Puis, de sa gueule, le Serpent projeta derrière la Femme de l’eau comme un fleuve, pour qu’elle soit emportée par ce fleuve. », Ap 12,15), les autres têtes ont des formes différentes rappelant un porc, un mouton, un chameau et d'autres.

### 10.Saint Michel terrassant le dragon

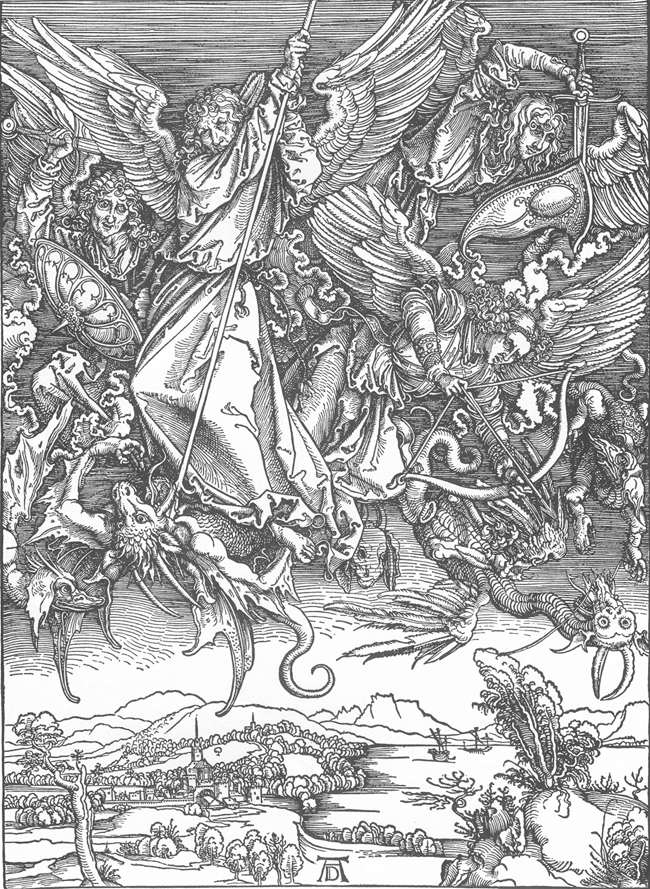
Saint Michel terrassant le dragon.

Après les quatre cavaliers de l'Apocalypse, Michel combat le dragon (Ap 12,7-9), probablement la gravure sur bois la plus connue de la série : « 7. Il y eut alors un combat dans le ciel : Michel, avec ses anges, dut combattre le Dragon. Le Dragon, lui aussi, combattait avec ses anges, 8. mais il ne fut pas le plus fort ; pour eux désormais, nulle place dans le ciel. 9; Oui, il fut rejeté, le grand Dragon, le Serpent des origines, celui qu’on nomme Diable et Satan, le séducteur du monde entier. Il fut jeté sur la terre, et ses anges furent jetés avec lui. »
Alors que d'autres gravures montrent plusieurs événements individuels, celle-ci se concentre entièrement sur l'événement principal : la représentation est dominée par la figure de l'archange, qui enfonce sa lance dans le cou du dragon. Trois autres anges se battent contre les anges du dragon, qui, comme le dragon lui-même, sont représentés comme des monstres fantastiques.
Comme dans la deuxième figure, les événements apocalyptiques se déroulent sur un paysage terrestre paisible et idyllique.
Le tournoiement vibrant des dragons autour du saint renvoie manifestement à L'Agression de saint Antoine de Schongauer.

### 11.Le Dragon à sept têtes et la Bête aux cornes de bélier

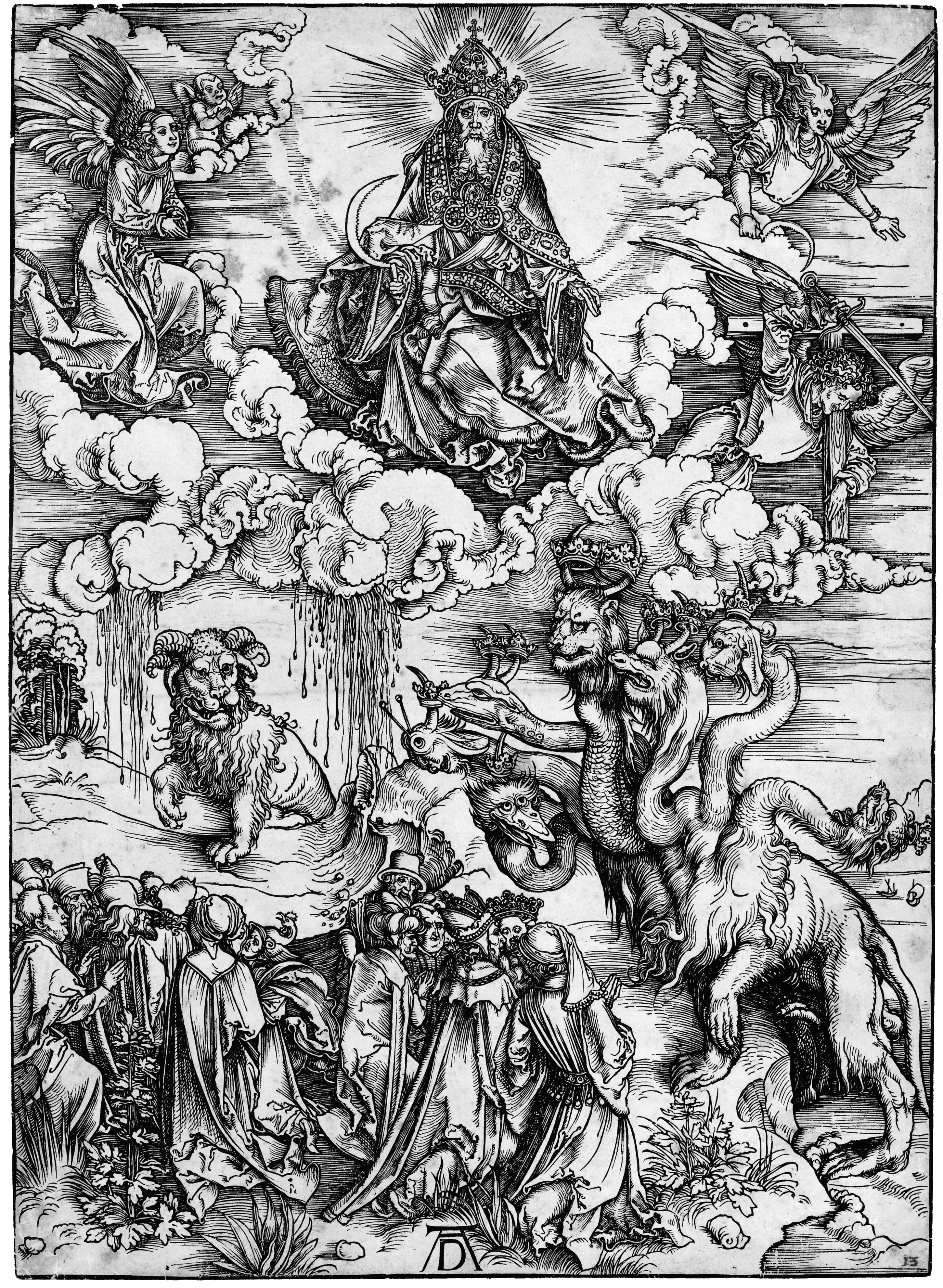
Le Dragon à sept têtes et la Bête aux cornes de bélier.

Cette figure se réfère à Ap 13,1-11 : « 1. Alors, j’ai vu monter de la mer une Bête ayant dix cornes et sept têtes, avec un diadème sur chacune des dix cornes et, sur les têtes, des noms blasphématoires. 2. Et la Bête que j’ai vue ressemblait à une panthère ; ses pattes étaient comme celles d’un ours, et sa gueule, comme celle d’un lion. Le Dragon lui donna sa puissance et son trône, et un grand pouvoir. 3. L’une de ses têtes était comme blessée à mort, mais sa plaie mortelle fut guérie. Émerveillée, la terre entière suivit la Bête, 4. et l’on se prosterna devant le Dragon parce qu’il avait donné le pouvoir à la Bête. Et, devant elle, on se prosterna aussi, en disant : « Qui est comparable à la Bête, et qui peut lui faire la guerre ? » 5. Il lui fut donné une bouche qui disait des énormités, des blasphèmes, et il lui fut donné pouvoir d’agir pendant quarante-deux mois. 6. Elle ouvrit la bouche pour proférer des blasphèmes contre Dieu, pour blasphémer contre son nom et sa demeure, contre ceux qui demeurent au ciel. 7. Il lui fut donné de faire la guerre aux saints et de les vaincre, il lui fut donné pouvoir sur toute tribu, peuple, langue et nation. 8. Ils se prosterneront devant elle, tous ceux qui habitent sur la terre, et dont le nom n’est pas inscrit dans le livre de vie de l’Agneau immolé, depuis la fondation du monde. 9. Si quelqu’un a des oreilles, qu’il entende. 10. Si quelqu’un doit aller en captivité, il ira en captivité ; si quelqu’un doit être tué par l’épée, il sera tué par l’épée. C’est ici qu’on reconnaît la persévérance et la foi des saints. 11. Puis, j’ai vu monter de la terre une autre Bête ; elle avait deux cornes comme un agneau, et elle parlait comme un dragon. »
Dürer suit attentivement le texte : la bête de la mer a sept têtes, dix cornes et dix couronnes, contrairement au dragon représenté au-dessus avec sept têtes, dix cornes et sept couronnes.
Dieu le Père sur le trône du ciel, au milieu, et l'ange à droite, tiennent une faucille, faisant allusion à la moisson et aux vendanges à venir (Ap 14,14-20) : « 14. Alors j’ai vu : et voici une nuée blanche, et sur cette nuée, quelqu’un siégeait, qui semblait un Fils d’homme. Il avait sur la tête une couronne d’or et, à la main, une faucille aiguisée. 15. Un autre ange sortit du Sanctuaire. Il cria d’une voix forte à celui qui siégeait sur la nuée : « Lance ta faucille et moissonne : elle est venue, l’heure de la moisson, car la moisson de la terre se dessèche. » 16. Alors, celui qui siégeait sur la nuée jeta la faucille sur la terre, et la terre fut moissonnée. 17. Puis un autre ange sortit du Sanctuaire qui est dans le ciel ; il avait, lui aussi, une faucille aiguisée. 18. Un autre ange encore sortit, venant de l’autel ; il avait pouvoir sur le feu. Il interpella d’une voix forte celui qui avait la faucille aiguisée : « Lance ta faucille aiguisée, et vendange les grappes de la vigne sur la terre, car les raisins sont mûrs. » 19. L’ange, alors, jeta la faucille sur la terre, il vendangea la vigne de la terre et jeta la vendange dans la cuve immense de la fureur de Dieu. 20. On se mit à fouler hors de la ville, et de la cuve sortit du sang, jusqu’à hauteur du mors des chevaux, sur une distance de mille six cents stades. »

### 12.L'Adoration de l'agneau et le Cantique des élus

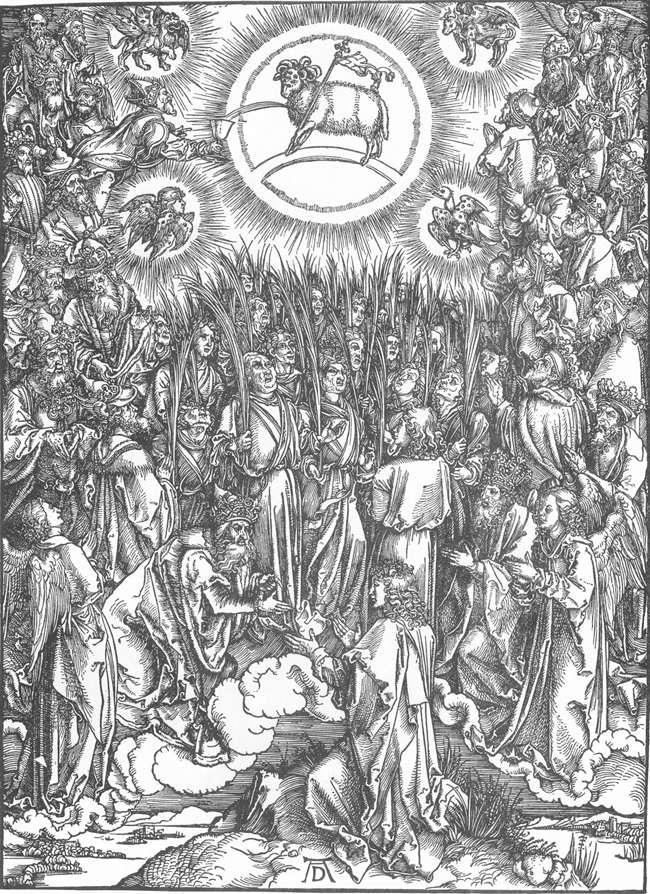
L'Adoration de l'agneau et le Cantique des élus.

Cette figure se réfère à Ap 14,1-5 : « 1. Alors j’ai vu : et voici que l’Agneau se tenait debout sur la montagne de Sion, et avec lui les cent quarante-quatre mille qui portent, inscrits sur leur front, le nom de l’Agneau et celui de son Père. 2. Et j’ai entendu une voix venant du ciel comme la voix des grandes eaux ou celle d’un fort coup de tonnerre ; mais cette voix que j’entendais était aussi comme celle des joueurs de cithare qui chantent et s’accompagnent sur leur cithare. 3. Ils chantent un cantique nouveau devant le Trône, et devant les quatre Vivants et les Anciens. Personne ne pouvait apprendre ce cantique sinon les cent quarante-quatre mille, ceux qui ont été rachetés et retirés de la terre. 4. Ceux-là ne se sont pas souillés avec des femmes ; ils sont vierges, en effet. Ceux-là suivent l’Agneau partout où il va ; ils ont été pris d’entre les hommes, achetés comme prémices pour Dieu et pour l’Agneau. 5. Dans leur bouche, on n’a pas trouvé de mensonge ; ils sont sans tache. »
Dans cette gravure , de nombreux éléments de la deuxième figure sont répétés : l'agneau aux sept cornes et aux sept yeux, les quatre figures, les 24 vieillards. Cependant, Jean n'est pas au ciel mais sur terre, sur l'île de Patmos. Le royaume de Dieu s'est approché très près de la terre ; au milieu, la vision céleste avec les 144 000 martyrs avec les branches de palmier remplit presque tout le tableau ; l'un des anciens du ciel est presque nez à nez avec Jean et lui parle. L'horizon est presque au bord inférieur de l'image, le paysage marin autour de Patmos n'est représenté qu'en très petit.

### 13.La Prostituée de Babylone

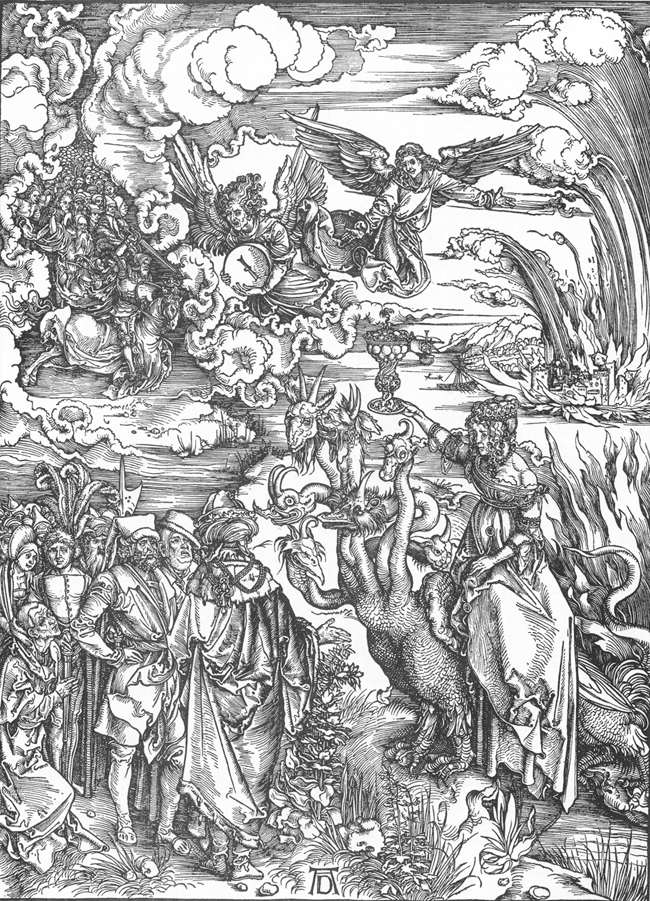
La Prostituée de Babylone.

La figure 13 illustre plusieurs épisodes des chapitres 17 à 19 de L'Apocalypse : « 1. L’un des sept anges aux sept coupes vint me parler : « Viens, dit-il, je vais te montrer ce que sera la condamnation de la grande prostituée assise au bord des grandes eaux. 2. Les rois de la terre se sont prostitués avec elle, et ceux qui habitent la terre se sont enivrés du vin de sa prostitution. » 3. Il me transporta en esprit au désert. Et j’ai vu une femme assise sur une bête écarlate qui était couverte de noms blasphématoires et qui avait sept têtes et dix cornes. 4. Cette femme était vêtue de pourpre et d’écarlate, toute parée d’or, de pierres précieuses et de perles ; elle avait dans la main une coupe d’or remplie d’abominations, avec les impuretés de sa prostitution. 5. Il y avait sur son front un nom écrit, un mystère : « Babylone la Grande, la mère des prostitutions et des abominations de la terre. » 6. Et j’ai vu la femme ivre du sang des saints et du sang des témoins de Jésus. En la voyant, je fus saisi d’un grand étonnement. 7. Et l’ange me dit : « Pourquoi es-tu étonné ? Moi, je te dirai le mystère de la femme et de la Bête qui la porte, celle qui a les sept têtes et les dix cornes. 8. La Bête que tu as vue, elle était, mais elle n’est plus ; elle va monter de l’abîme pour aller à sa perdition. Quant aux habitants de la terre dont le nom n’est pas inscrit dans le livre de la vie depuis la fondation du monde, ils seront étonnés au spectacle de la Bête qui était, qui n’est plus et qui va reparaître. » (Ap 17,1-8).
La bête écarlate est le troisième des monstres à sept têtes et dix cornes, cette fois, suivant le texte, sans aucune couronne. Pour représenter la Grande prostituée, Dürer exécute le dessin d'une élégante jeune femme en costume vénitien de 1495. La coupe d'or pleine d'abominations et d'impuretés est une coupe à bosse, œuvre de l'orfèvrerie de Nuremberg.
Un ange dans le ciel annonce la chute de Babylone : « 1. Après cela, j’ai vu descendre du ciel un autre ange, ayant un grand pouvoir, et la terre fut illuminée de sa gloire. 2. Il s’écria d’une voix puissante : « Elle est tombée, elle est tombée, Babylone la Grande ! La voilà devenue tanière de démons, repaire de tous les esprits impurs, repaire de tous les oiseaux impurs, repaire de toutes les bêtes impures et répugnantes ! 3. Car toutes les nations ont bu du vin de sa fureur, de sa prostitution ; les rois de la terre se sont prostitués avec elle, et les marchands de la terre se sont enrichis de son luxe insolent. » » (Ap 18,1-3). Les rois et les marchands, dont la chute est imminente, sont encore dévoués à la bête et à la prostituée. Au fond à droite, est représentée la chute de Babylone : « 8. C’est pourquoi des fléaux, en un seul jour, viendront sur elle : mort, deuil, famine, et elle sera brûlée au feu, car il est fort, le Seigneur Dieu qui l’a jugée. » 9. Alors, ils pleureront et se lamenteront sur elle, les rois de la terre qui se sont prostitués avec elle et qui ont partagé son luxe, quand ils verront la fumée de son incendie. » (Ap 18,8-9).
À côté, « l'ange fort » jette une meule dans la mer : « 21. Alors un ange plein de force prit une pierre pareille à une grande meule, et la précipita dans la mer, en disant : « Ainsi, d’un coup, sera précipitée Babylone, la grande ville, on ne la retrouvera jamais plus. » (Ap 18,21).
En haut à gauche, se trouve le cavalier Fidèle et Vrai avec l'armée du ciel : « 11. Puis j’ai vu le ciel ouvert, et voici un cheval blanc : celui qui le monte s’appelle Fidèle et Vrai, il juge et fait la guerre avec justice. 12. Ses yeux sont comme une flamme ardente, il a sur la tête plusieurs diadèmes, il porte un nom écrit que nul ne connaît, sauf lui-même. 13. Le vêtement qui l’enveloppe est trempé de sang, et on lui donne ce nom : « le Verbe de Dieu ». 14. Les armées du ciel le suivaient sur des chevaux blancs, elles étaient vêtues de lin fin, d’un blanc pur. » (Ap 19,11-14).
La femme, qui est assise sur la bête, vêtue d'un somptueux costume à la mode vénitienne, est souvent interprétée comme une trace indubitable du premier voyage vénitien de Dürer vers 1494-1495.

### 14.L'Ange et la Clé de l'abîme

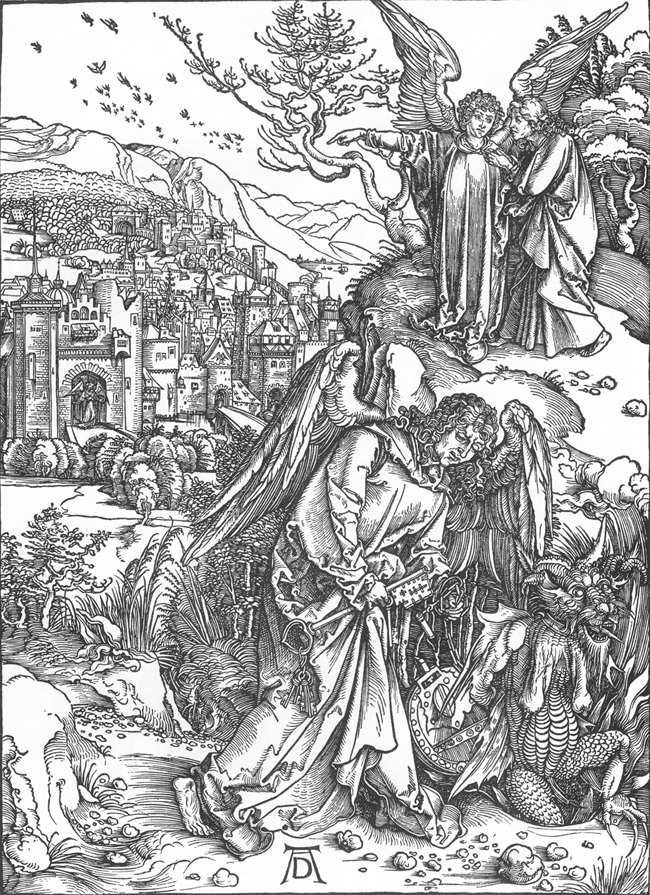
L'Ange et la Clé de l'abîme.

Dans la dernière gravure, Dürer combine deux sections de L'Apocalypse avec en premier : « 1. Alors j’ai vu un ange qui descendait du ciel ; il tenait à la main la clé de l’abîme et une énorme chaîne. 2. Il s’empara du Dragon, le serpent des origines, qui est le Diable, le Satan, et il l’enchaîna pour une durée de mille ans. 3. Il le précipita dans l’abîme, qu’il referma sur lui ; puis il mit les scellés pour que le Dragon n’égare plus les nations, jusqu’à ce que les mille ans arrivent à leur terme. Après cela, il faut qu’il soit relâché pour un peu de temps. » (Ap 20,1-3).
L'image est dominée par l'ange puissant au centre avec un grand trousseau de clés. Cet ange a noué une chaîne autour du cou du diable et s'apprête à le jeter dans l'abîme de l'enfer. Des flammes apparaissent de l'ouverture à couvercle de fer vers l'enfer. Le diable lui-même est représenté comme une bête à écailles tirant la langue : dans les représentations populaires de l'époque, le diable est souvent une figure ridicule.
La seconde section est : « 1. Alors j’ai vu un ciel nouveau et une terre nouvelle, car le premier ciel et la première terre s’en étaient allés et, de mer, il n’y en a plus. 2. Et la Ville sainte, la Jérusalem nouvelle, je l’ai vue qui descendait du ciel, d’auprès de Dieu, prête pour les noces, comme une épouse parée pour son mari. 3. Et j’entendis une voix forte qui venait du Trône. Elle disait : « Voici la demeure de Dieu avec les hommes ; il demeurera avec eux, et ils seront ses peuples, et lui-même, Dieu avec eux, sera leur Dieu. 4. Il essuiera toute larme de leurs yeux, et la mort ne sera plus, et il n’y aura plus ni deuil, ni cri, ni douleur : ce qui était en premier s’en est allé. » » (Ap 21,1-4).
En haut à droite, Jean se tient sur une colline avec un ange, l'ange pointe vers la « nouvelle Jérusalem », dont la porte de la ville est gardée par un autre ange. Comme dans tous les paysages urbains, Dürer dépeint une ville allemande contemporaine.

## Postérité

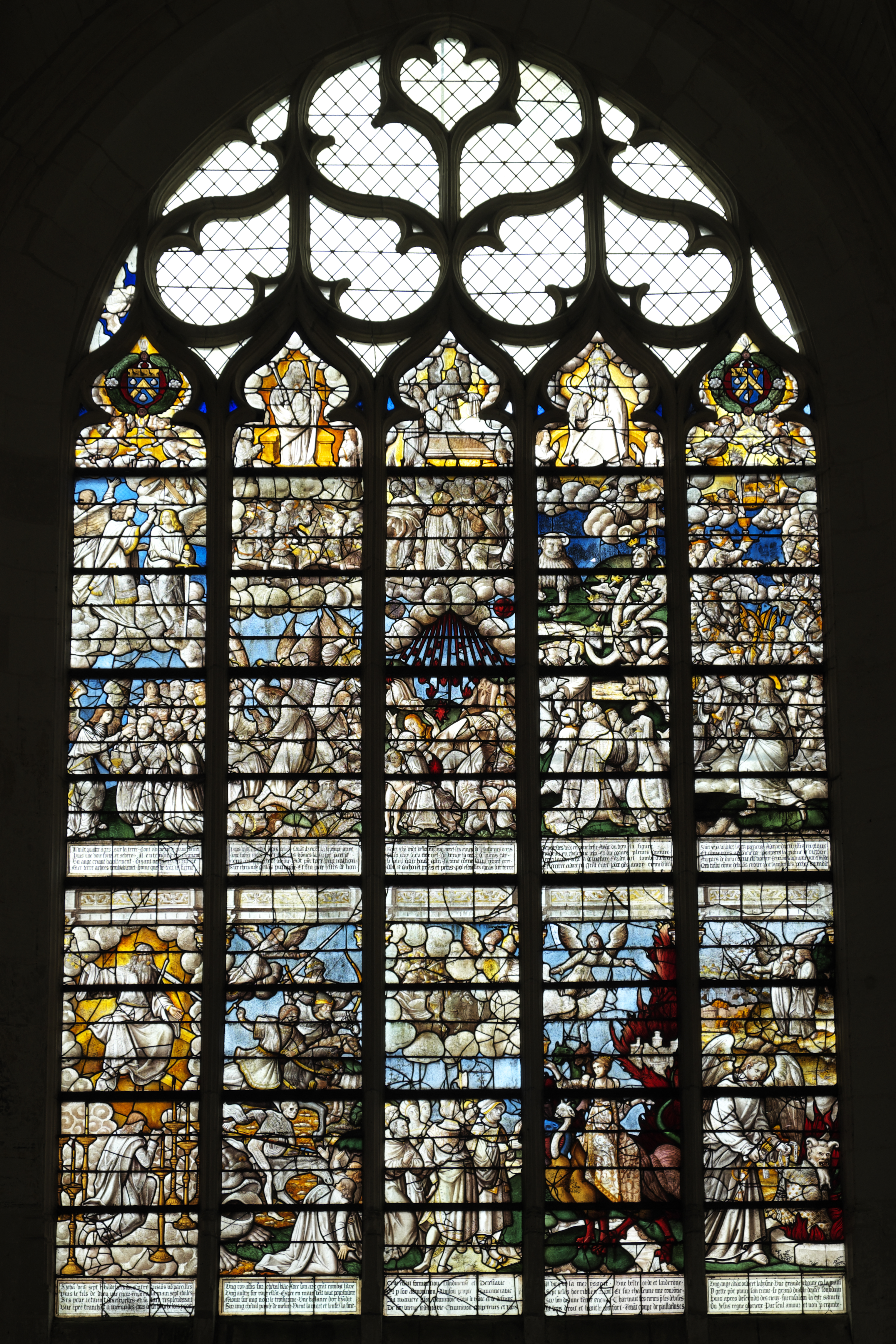
Vitrail de l'Apocalypse de saint Jean, église Saint-Georges de Chavanges.

Dès 1502, Hyeronymus Greff, peintre et graveur né à Francfort vers 1460 et actif à Strasbourg à partir de 1502 au moins, publie à Strasbourg une copie de L'Apocalyse, qu'il signe en tant que peintre et imprimeur et qu'il propose, comme son modèle dans une édition latine et une édition allemande.
La série du même nom de Jean Duvet, L'Apocalypse figurée, est un ensemble de 15 gravures qui imitent le sujet abordé par Dürer dans son cycle. Bien que reprenant le même sujet, Duvet crée un ensemble en utilisant son propre style de gravure. La série de Duvet est entièrement publiée en 1561, la première planche datant de 6 ans plus tôt, en 1555.
Le Vitrail de l'Apocalypse de Saint Jean dans l'église Saint-Georges de Chavanges dans l'Aube en Champagne-Ardenne (France), datant de 1540, a été réalisé d'après les gravures de L'Apocalypse d'Albrecht Dürer.
L'artiste flamand Frans Masereel crée sa série de 26 dessins sur la Première Guerre mondiale, L'Apocalypse de notre temps (en allemand : Die Apokalypse unserer Zeit) entre 1940 et 1944. Comme Duvet et Dürer, la série originale de Masereel comprend 25 dessins à l'encre. En 1953, il ajoute un autoportrait à son ensemble, portant le nombre de pages à 26. Ce cycle est fortement influencé par la fuite de Masereel de Paris en 1940 alors que les troupes allemandes commencent à occuper le sud de la France.
En 1943, Benton Spruance réalise une lithographie intitulée Riders of the Apocalypse. Tout comme l'Apocalypse de notre temps de Masereel, Spruance modernise l'idée d'apocalypse. Dans cette lithographie, les cavaliers de l'Apocalypse ne sont pas les fléaux personnifiés d'un écrit biblique, ce sont des avions de chasse représentés dans un style art abstrait. Une grande partie du travail de Spruance est attribuée à une expérience indirecte de ce qui se passe dans le monde en dehors de sa propre vie. Il lui est également arrivé de tirer un sens de ses lectures, dont l'accent biblique, les saints et d'autres divinités religieuses.